# Словаччина
Слова́ччина (словац. Slovensko), офіційна назва — Слова́цька Респу́бліка (словац. Slovenská republika (SR)) — держава на сході центральної Європи, межує на північному заході з Чехією, на півночі — з Польщею, на сході — з Україною, на півдні — з Угорщиною та на заході — з Австрією. Не має виходу до моря. Займаючи переважно гірську територію, Словаччина охоплює близько 49 035 км² з населенням понад 5,4 млн. У північній частині країни розташовані Західні Карпати (Словацькі Рудні гори, Татри й Бескиди), вкриті дубовими й буковими лісами; на півдні — частина Середньодунайської рівнини в долині Дунаю. Столицею та найбільшим містом є Братислава, другим за величиною містом є Кошиці.
Слов’яни прийшли на територію сучасної Словаччини в V—VI ст. У VII столітті вони зіграли значну роль у створенні імперії Само. У IX столітті вони заснували Нітранське князівство, яке пізніше було завойовано Моравським князівством, у результаті чого утворилася Велика Моравія. У Х столітті, після розпаду Великої Моравії, цю територію було інтегровано в Угорське князівство, яке в 1000 році стало Угорським королівством. У 1241 і 1242 роках, після монгольського вторгнення в Європу, значна частина території була зруйнована. Територія була відновлена значною мірою завдяки Белі IV з Угорщини, який також поселив німців, що призвело до того, що вони стали важливою етнічною групою в цьому районі, особливо в нинішніх частинах центральної та східної Словаччини.
Після Першої світової війни та розпаду Австро-Угорської імперії була створена держава Чехословаччина, що була єдиною країною в Центральній та Східній Європі, яка залишалася демократією у міжвоєнний період. Тим не менш, місцеві фашистські партії поступово прийшли до влади на словацьких землях і Перша словацька республіка існувала під час Другої світової війни як частково визнана держава-клієнт нацистської Німеччини. Наприкінці Другої світової війни Чехословаччина була відновлена як незалежна держава. Після перевороту 1948 року Чехословаччина опинилася під комуністичною адміністрацією і стала частиною Східного блоку, очолюваного Радянським Союзом. Спроби лібералізації комунізму в Чехословаччині завершилися Празькою весною, яка була придушена вторгненням військ Варшавського договору в Чехословаччину в серпні 1968 року. У 1989 році Оксамитова революція мирно поклала край комуністичному правлінню в Чехословаччині. Словаччина стала незалежною державою 1 січня 1993 року після мирного розпаду Чехословаччини, який іноді називають оксамитовим розлученням.
Словаччина є розвиненою країною з ринковою економікою та високим рівнем доходу, що займає дуже високе місце в індексі людського розвитку. Країна також сприятливо оцінює громадянські свободи, свободу преси, свободу Інтернету, демократичне управління та миролюбство. Словаччина підтримує поєднання ринкової економіки з комплексною системою соціального забезпечення, що забезпечує громадянам загальну медичну допомогу, безкоштовну освіту та одну з найдовших оплачуваних відпусток по догляду за дитиною в ОЕСР. Словаччина є членом Європейського Союзу, Єврозони, Шенгенської зони, Організації Об'єднаних Націй, НАТО, ЦЕРН, ОЕСР, СОТ, Ради Європи, Вишеградської групи та ОБСЄ. Словаччина також є домом для восьми об’єктів Світової спадщини ЮНЕСКО. Будучи найбільшим у світі виробником автомобілів на душу населення, Словаччина виготовила загалом 1,1 мільйона автомобілів у 2019 році, що становить 43% загального промислового виробництва.

## Походження назви
Назва Словаччина (Slovensko) країни, заселеної словаками, в сучасному розумінні вперше трапляється 1029 р. винятково у словосполученні «dux Sclavonie», а пізніше часто в різних варіантах та мовах з XV ст. Щодо раніших випадків, то є дискусійним, чи мається на увазі взагалі «слов'янська», чи конкретно «словацька» територія, як це часто бувало і з «словенськими» топонімами. Словацька історіографія часто виходить із того, що термін ще з часів Великоморавії «словен» або «словєн», «словенський» чи «словєнський» вказує на генетичних предків словаків.
Сучасна словацька форма «Словаччина» (словац. Slovensko) вперше зафіксована 1675 року в заяві броумовського домену, скерованій гайтманові краю в Угерському Градішті. Частіше цю назву почали вживати на початку XIX ст. В історії часто згадується так звана «Верхньоугорська словацька околиця» (словац. Hornouhorské slovenské okolie) на позначення території в документах як «Меморандум словацької нації» або «Віденський меморандум», в яких представники словацького народу домагалися певної автономії на власній етнічній території.

## Географія

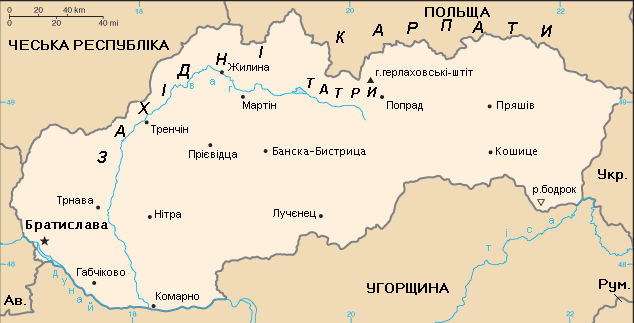
Мапа Словаччини

Держава розташована в Центральній Європі, в південно-західній частині Карпат, у сточищі середнього Дунаю. Площа Словаччини становить 49 035 км², за цим показником вона посідає 129-те місце серед країн світу. Територія країни витягнута із заходу на схід на 418 км, а з півночі на південь максимально простягається лише на 209 км. На півночі межує з Польщею (спільний кордон — 541 км); на сході — з Україною (97 км кордону в Закарпатській області); на півдні — з Угорщиною (627 км); на заході — з Чехією (241 км) і Австрією (105 км). Загальна довжина кордону становить 1611 км. Виходу до моря країна не має.
Крайні пункти:
- крайня північна точка — гора Баб'я, найближче село Оравська Полгора (49° 37′ північної широти, 19° 28′ східної довготи);
- крайня південна точка — Патінце (47° 44′ північної широти, 18° 17′ східної довготи);
- крайня західна точка — Загорська Вес (48° 23′ північної широти, 16° 50′ східної довготи);
- крайня східна точка — Нова Седлиця (49° 05′ північної широти, 22° 34′ східної довготи).

### Геологія

Геологічна карта Словаччини

В країні розвідані поклади бурого вугілля, нафти й газу, залізної, марганцевої та поліметалевих руд, сурми, магнезиту (6 % світового видобутку). Розвідані поклади урану, кам'яного вугілля і сланцевого газу, розробка яких не ведеться через високу собівартість видобутку. Серед рудної сировини, що забезпечувала економічний розвиток країни в минулому — золото й срібло, які тепер видобувають у незначних кількостях у районі Ходруша-Хомру.

### Рельєф
Територія Словаччини охоплює частину Західних і околиці Східних Карпат та родючих Середньо-Дунайської і Потиської низовин, від яких простягаються у північному напрямі широкі долини Вагу, Грону, Горнаду та інші. Зазначені долини і середгірські котловини густо заселені, натомість гірські масиви — малозаселені, а іноді майже безлюдні. Найбільшими гірськими масивами є Високі і Низькі Татри, найвища точка — гора Герлаховський Штит (2655 м), найнижча точка — уріз річки Бодроґ (94 м) біля села Стреда-над-Бодроґом. До 80 % території Словаччини розташовані вище 750 м над рівнем моря.
|                   |                    |                                         |
| Рельєф Словаччини | Герлаховський Штит | Гора Кривань, неофіційний символ країни |

Завдяки поперечним долинам і низьким перевалам через Словаччину проходять важливі шляхи з Польщі до Угорщини. Натомість поздовжні долини і шляхи (зокрема Ваг — Попрад — Горнад) об'єднують захід, центр і схід Словаччини. Перехідне географічне положення і невеликі розміри словацької етнічної території (близько 40 000 км²) спричинили те, що вона не становила окремої держави і входила до складу Угорського королівства або була об'єднана з Чехією (чому сприяло споріднення словаків із чехами).

### Клімат
Клімат країни помірно-континентальний. Зима холодна і суха; літо тепле і вологе. Найбільша кількість опадів випадає в горах. Річні суми опадів перевищують 1000 мм у горах, а на рівнинах становлять менше 500 мм на рік. У Братиславі середня температура січня -1 °C, липня +21 °C. У горах зима холодніша, а літо прохолодніше.

### Внутрішні води
Уся територія Словаччини лежить у басейні Дунаю, який утворює південно-західний кордон держави, його притоки течуть переважно з півночі на південь: Морава, Ваг, Нітра, Грон. На сході карпатські річки: Лаборець, Ториса, Топля, Горнад і Ондава несуть свої води до Тиси — найбільшої притоки Дунаю. Річки країни є важливими джерелами гідроенергії. Найбільше озеро — Вельке Гінцово плесо.

### Ґрунти й рослинність
Ліси в Словаччині займають майже 40 % території країни: на південних схилах гір — широколистяні (бук, дуб скельний, дуб звичайний) мішані; на північних — хвойні (ялина (Picea) і ялиця (Abies)). Загалом у лісах країни переважають широколисті породи (53 %), з яких груди становлять 31 %, а діброви — 10 %; з хвойних найбільш поширені ялина (29 %) і ялиця (9 %). Вище від лісів у горах поширені альпійські луки.

### Тваринний світ
У гірських лісах Словаччини водяться олені, рисі, вовки і ведмеді, а з дрібних тварин — лисиці, вивірки, ласиці.

### Охорона природи

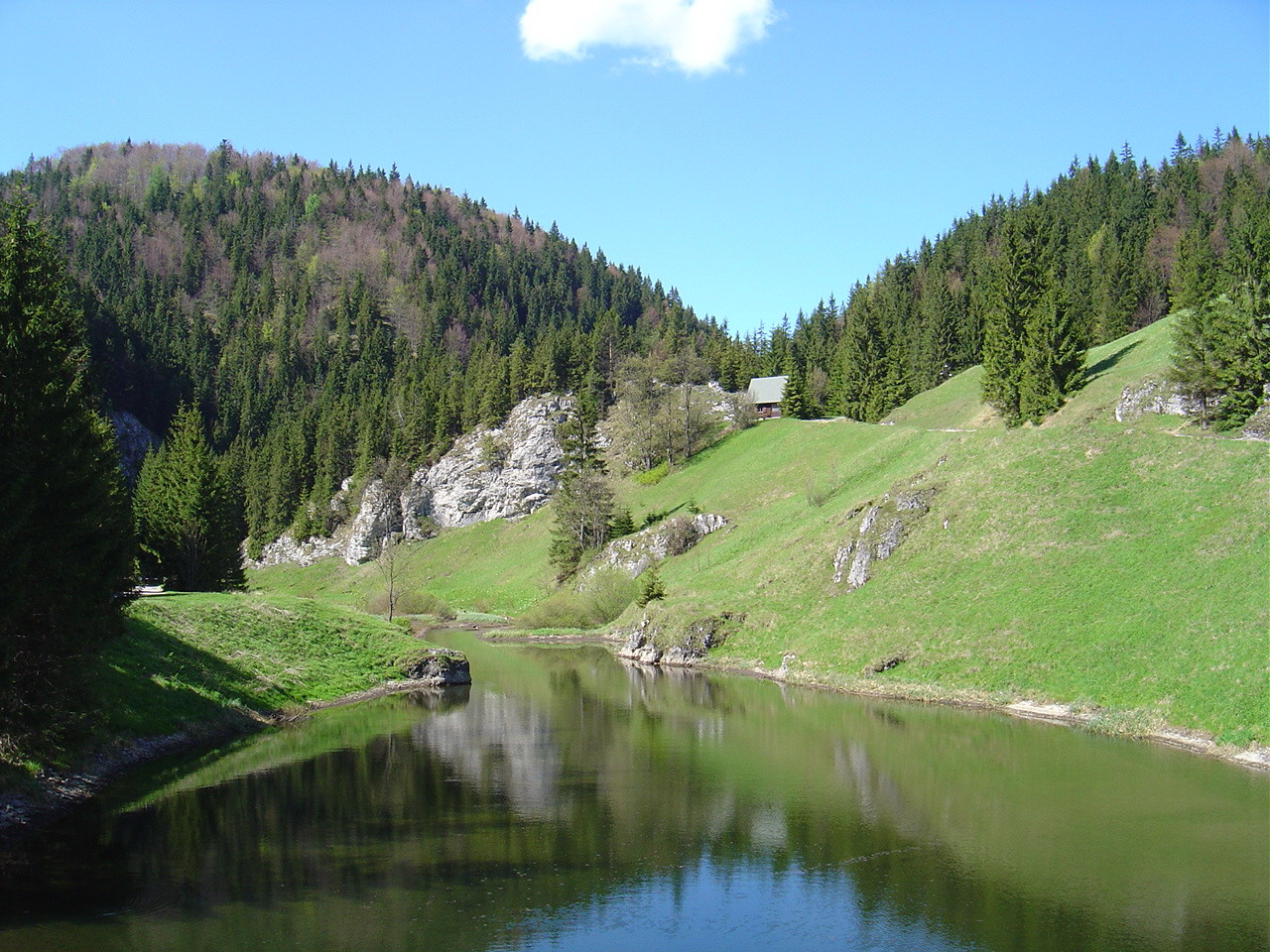
Національний парк Словацький рай

Охороною природи в Словаччині завідує Міністерство охорони навколишнього середовища. У країні в період з 1949 до 2002 року створені 9 національних парків: Велька Фатра, Мала Фатра, Муранська Планина, Низькі Татри, П'єніни, Полонини, Словацький Карст, Словацький Рай, Татри.

## Історія

### Давня історія
Залишки поселень людей на території сучасної Словаччини відомі з часів палеоліту. На початку нової ери територію сучасної Словаччини, заселену доти кельтами, опанували германські квади, у другій половині II століття південно-західну частину країни опанували римляни.

### Слов'янські держави

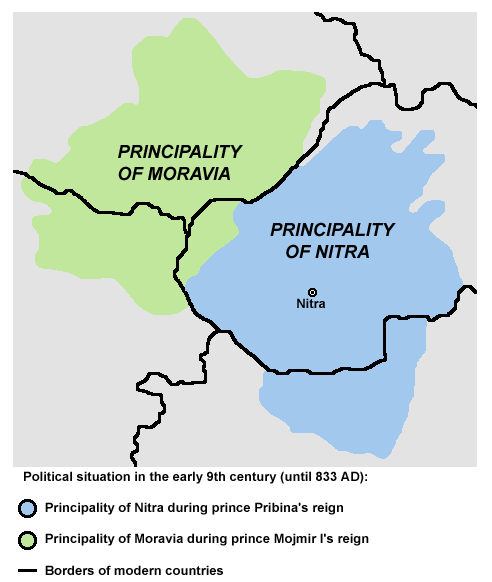
Нітранське князівство (позначено блакитним) і сучасні кордони держав

У III—IV століттях нової ери Словаччину заселили слов'яни, які внаслідок Великого переселення народів стали провідним етнічним елементом. У VII столітті західна частина Словаччини входила до складу ранньофеодальної держави слов'ян, держави Само. У IX столітті на території західної і центральної Словаччини виникло Нітранське князівство з Прібіною на чолі. З приходом просвітителів Кирила і Мефодія розпочалася християнізація Словаччини.
З 863 року до початку X століття Словаччина була разом із Моравією ядром Великоморавської держави (найбільший розквіт за часів князювання Святоплука I), після її занепаду — об'єктом боротьби чеського, польського та угорського королівств, яке остаточно опанувало Словаччину в другій половині XI століття.

### Угорське королівство
У складі Угорського королівства Словаччина не являла собою окремої адміністративно-територіальної одиниці, але була поділена, як усе королівство, на комітати (жупи). Поступово Словаччина зазнавала зугорщування (мадяризації): в її південній частині селилися угорці, вищі прошарки населення мадяризувалися; водночас ослабли зв'язки з Чехією, від якої Словаччина була відокремлена державним кордоном. У XII—XIII століттях у Словаччині виникли потужні німецькі поселення, які були осередками гірництва і торгівлі. Гуситський рух сприяв активізації національно-визвольного руху і антифеодальної боротьби в Словаччині в XV столітті. 1514 року селянство брало участь у повстанні Дожі Дєрдя.

### Габсбурзька імперія

Словаки на теренах Австрійської імперії (позначені коричневим)

Після Битви при Могачі 1526 року разом з Угорщиною, увійшла до складу монархії Габсбурґів. Від 1540 року, понад 150 років була тереном воєн із турками.
Антислов'янська політика німецьких католиків під крилом Габсбургів викликала опір словацького народу, розвиток антигабзбурзького й антикатолицького руху, на початку XVII століття Словаччиною ширився реформацький рух. Усе століття постійно відбувалися як селянські повстання (1618, 1631—1632, 1648, 1660, повстання Ференца Ракоці 1703—1711 років), так і виступи міської бідноти, ремісників (1606, 1609, 1626, 1632, 1640).

### Національне відродження
У другій половині XIX столітті під впливом розвитку промисловості, капіталістичних відносин і чеського національного відродження, почалося і словацьке національне піднесення. З 1840-х років, завдяки Людовиту Штуру, витворилася словацька літературна мова (доти нею була чеська або «словакізована чеська»). Деякі пільги для словацького руху (зокрема з 1848 року) були скасовані по перебудові Габсбурзької монархії на дуалістичну Австро-Угорщину 1867 року. На Словаччину було поширено політику мадяризації. Зубожілі словацькі селяни масово емігрували за океан, головним чином до США.

### Чехословаччина

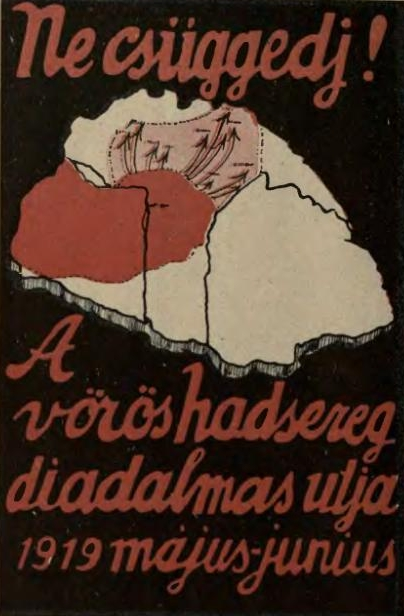
Плакат присвячений утворенню Словацької Радянської Республіки

У січні 1918 року робітники підприємств Словаччини брали участь у загальному страйку Австро-Угорщини. У США, в Піттсбурзі 30 травня 1918 року словацькі еміграційні діячі уклали договір із чеськими діячами, яких очолював Томаш Масарик, про створення чехо-словацької держави на федеративних засадах.
16 червня 1919 року східну частину Словаччини зайняли війська Угорської Радянської Республіки, в Пряшеві було проголошено Словацьку Радянську Республіку (словац. Slovenská republika rád, угор. Szlovák Tanácsköztársaság), яку очолив чеський журналіст Антонін Яноушек. Держава проіснувала до 7 липня й була розгромлена чеським військом за допомогою інтервенціоністських військ сусідніх країн.
На підставі мирного договору з Угорщиною у Тріаноні 4 липня 1920 року до складу Словаччини увійшла також частина угорської етнічної території. Західну частину історичного Закарпаття підпорядковано адміністративному управлінню Словаччини. У новопосталій Чехо-Словаччині чехи не здійснили договору у справі автономії Словаччини, натомість висунуто концепцію однорідного чехо-словацького народу і мови, що стало джерелом чехо-словацького конфлікту.

### Перша словацька республіка
Сепаратистський рух словаків репрезентувала передусім Словацька народна партія на чолі з Андрієм Глінкою. Восени 1938 року у Словаччині введено широку автономію, але в результаті Віденського арбітражу 2 листопада 1938 року південна і східна Словаччина (11 927 км², з яких 1537 км² територія Карпатської України), населена переважно угорцями, відійшла до хортиської Угорщини. Столиця Карпатської України переїхала до Хуста.
14 березня 1939 року Словаччина проголосила державну незалежність у союзі з Німеччиною. Авторитарна влада була зосереджена в руках Словацької народної партії на чолі з президентом Йозефом Тисо та прем'єр-міністром Войтехом Тукою. Словаччина брала участь у війні Німеччини з Польщею й СРСР як союзник першої. Під містечком Липовець на Вінниччині в липні 1941 року словацька армія зазнала значних втрат у боях з радянськими військами. Тут споруджено пам'ятник на спомин цих трагічних подій. У серпні 1944 року в центральній Словаччині, при допомозі радянських партизанів, вибухнуло повстання проти уряду Тисо, але його придушило німецьке військо.

### Чехословацька Соціалістична Республіка
Навесні 1945 року всю Словаччину зайняло радянське військо, 4 квітня 1945 року радянські війська зайняли Братиславу. 5 квітня в місті Кошицях прийнята Кошицька програма урядування Національного фронту чехів і словаків, яка проголосила принцип рівноправності чеської і словацької націй. Словаччина у межах до 1938 року стала знову складовою частиною Чехословаччини. На теренах Словаччині були збережені органи національного самоврядування, що виникли під час війни — Словацька національна рада і національні комітети на місцях (чехи не мали таких органів).
У лютому 1948 року (словац. Víťazný február) внаслідок затяжної урядової кризи і державного заколоту до влади в Чехословаччині прийшла комуністична партія на чолі з комуністом Клементом Готвальдом.
У 1968 році спроби внутрішнього реформування Комуністичної партії Чехословаччини («Празька весна» Александра Дубчека) були придушені збройною силою Організації Варшавського договору. У жовтні 1968 року був прийнятий новий Конституційний закон про утворення Чехо-Словацької Федерації, який набув чинності 1 січня 1969 року. Словаччина отримала статус «соціалістичної республіки» і становила разом із Чеською Соціалістичною Республікою федеративну Чехо-Словацьку державу.

### Незалежність
Продемократичні демонстрації в Празі й Братиславі в листопаді 1989 призвели до створення нових політичних партій, у грудні був створений новий коаліційний уряд, Вацлав Гавел був призначений президентом і був переобраний на багатопартійних виборах 1990 року. У березні 1990 року країна була переформатована на Чеську і Словацьку Федеративну Республіку. 1991 року став наростати чеський і словацький сепаратизм, радянські війська були виведені. У 1992 році президент Гавел пішов у відставку, а представники найбільших партій прийняли рішення про розподіл Чехословаччини на дві окремі держави. 1 січня 1993 року Словацька Республіка стала самостійною державою. 29 березня 2004 року Словаччина увійшла до складу НАТО, а 1 травня вступила до ЄС.

## Політична система
Словаччина за формою правління є парламентською республікою, глава держави — президент (словац. Prezident Slovenskej Republiky). Державний устрій — унітарна держава. Згідно з Конституцією Словацької республіки влада поділяється на законодавчу, виконавчу і судову.

### Конституція
Конституція Словаччини прийнята 1 вересня 1992 Словацькою національною радою Словацької Соціалістичної Республіки (у складі Чеської і Словацької Соціалістичної Республіки). Зміни до конституції вносились у 1998, 1999 і 2001 роках.

### Парламент
Законодавча влада в державі належить однопалатному парламенту — Національній раді (словац. Národná rada Slovenskej republiky), що складається з 150 депутатів, яких обирають на загальних прямих виборах на 4-річний термін за пропорційною системою. Деякі важливі питання громадяни держави вирішують шляхом референдуму. Обирати мають право громадяни, що досягли 18-річного віку, а бути обраними ті, що досягли 21 року. Конституцією встановлено принцип несумісності депутатського мандата і посади члена уряду, таким чином на період членства в уряді депутата його мандат нечинний. Національна рада ухвалює закони, приймає державний бюджет, формує склад і структуру Уряду, ініціює всенародні референдуми, схвалює договори про приєднання до міждержавних союзів.
Окрім власне депутатів і комісії Національної ради правом законодавчої ініціативи наділений Уряд Словаччини. Ухвалені закони підписує президент. Якщо непідписаний президентом закон був повернутий до парламенту на повторний розгляд знов ухвалюється, він повинен бути оприлюднений і вважається таким, що набув чинності автоматично.

#### Політичні партії
На позачергових парламентських виборах 10 березня 2012 року до парламенту Словаччини пройшли наступні політичні партії:
- Курс — соціальна демократія (Smer-SD) — 83 місця (44 %) — ліва;
- Християнсько-демократичний рух (KDH) — 16 місць (8,9 %) — консервативна правоцентристська;
- Звичайні люди та незалежні особистості (OĽaNO) — 16 місць (8,5 %) — консервативна правоцентристська;
- Міст (партія) (MOST-HÍD) — 13 місць (6,9 %) — національна угорська;
- Словацький демократичний і християнський союз — Демократична партія (SDKÚ-DS) — 11 місць (6,1 %) — консервативна правоцентристська;
- Свобода і солідарність (SAS) — 11 місць (5,9 %) — центристська.

Окрім представлених у чинному парламенті політичних партій на політичне життя держави також мають вплив:
- праві партії: Словацька національна (SNS) і Народна партія — Рух за демократичну Словаччину (ĽS-HZDS);
- консервативні: Нова більшість і Ліберальна словацька партія;
- ліві: Партія лівих демократів, комуністична, Союз трудящих Словаччини і 99% — громадянський голос;
- інші: Партія угорської коаліції.

Найбільшою організацією, що охоплює професпілковий рух трудящих є Конфедерація профспілок Словацької Республіки (словац. Konfederácia odborových zväzov Slovenskej republiky).

### Виконавча влада
Виконавчу владу представляє Уряд Словаччини (словац. Vlada sloveskej Republiky) та президент. Найвищим органом виконавчої влади є Уряд Словаччини, який формується з коаліції в парламенті. На чолі Уряду стоїть Прем'єр-міністр Словаччини (словац. predseda vlády), який часто обирається з очільників найбільшої парламентської партії, або коаліції. Уряд складається з 13 міністрів, з яких один є водночас першим віце-прем'єр-міністром (словац. 1. podpredseda vlády) та кілька віце-прем'єр-міністрів (словац. podpredseda vlády), їх число залежить від потреб конкретного уряду. Новоутворений уряд у визначений строк представляє парламенту свою програму з метою отримати довіру (процедура інвеститури). Якщо протягом 6 місяців після сформування уряду його програму не буде схвалено, президент уповноважений розпустити Національну раду. Уряд несе колективну та індивідуальну політичну відповідальність перед парламентом.
Глава держави, президент обирається шляхом загальних прямих виборів на термін 5 років. Кандидат повинен досягти 35-річного віку й бути громадянином держави. Одна особа не може обіймати посаду президента більше двох строків підряд. Достроково припинити повноваження президента може Національна рада, або шляхом оголошення всенародного референдуму, або на підставі звинувачення у державній зраді, порушенні чинної конституції (за рішенням Конституційного суду). Президент призначає і звільняє прем'єр-міністра, інших членів уряду, веде переговори, укладає міжнародні договори, оголошує референдуми, за певних умов розпускає парламент тощо. 2014 року президентом був обраний безпартійний Андрей Кіска, що змінив Івана Гашпаровича, обраного вдруге 2009 року. 2019 року першою жінкою-президентом в історії Словаччини обрали Зузану Чапутову.

### Судова влада
Судову владу здійснюють органи судової системи держави, представлені судами загальної юрисдикції та іншими судами. Найвищим судом загальної юрисдикції є Верховний суд (словац. Najvyšší súd Slovenskej republiky). Судами загальної юрисдикції на нижчих рівнях крайові (словац. Krajský súd) та окружні суди (словац. Okresný súd), які організовані на основі адміністративно-територіального поділу та принципу ефективності (не у всіх окружних центрах є окружні суди). Суддів безстроково призначає президент за поданням спецоргану — Суддівської ради.
Конституційний суд (словац. Ústavný súd Slovenskej republiky) — вищий орган, що розглядає загальнодержавні справи стосовно відповідності тих, чи інших дій і форм взаємодії гілок влади. Конституційний суд складається з 13 суддів, яких призначає президент з-поміж кандидатур, запропонованих Національною радою на строк 12 років.
До системи судів загальної юрисдикції не входить Конституційний суд та Спеціалізований кримінальний суд. Військові суди були скасовані 2009 року, а їхня компетенція перейшла до судів загальної юрисдикції.

### Зовнішня політика
Членство у міжнародних організаціях: СОТ, МБРР, ОБСЄ, МВФ, ООН (1993), НАТО (2004), МФЧХ, Рада Європи (1993), Євросоюз (2004).

#### Українсько-словацькі відносини
Уряд Словаччини офіційно визнав незалежність України 1 січня 1993 року, дипломатичні відносини з Україною встановлено 30 січня 1993 року. У Словаччині в Братиславі діє українське посольство і консульство, ще одне консульство діяло Пряшеві до 2014-го. В Києві діє посольство і консульство Словаччини. В Ужгороді діє Генеральне консульство Словацької Республіки, відкрите у 2009 році.

### Державна символіка

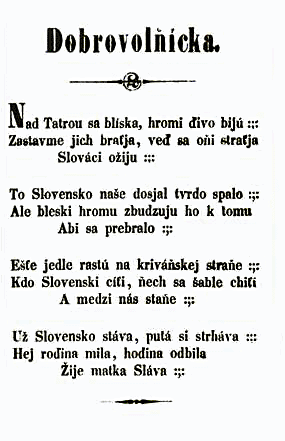
Текст пісні «Над Татрою блискає»

Державний прапор — прямокутний триколор у пропорції 2:3, що складається з трьох рівних за шириною горизонтально розташованих смуг у панслов'янських кольорах: білої, синьої і червоної (зверху донизу). У передній частині прапора герб Словаччини. Прапор затверджено 3 вересня 1992 року.
Державний герб — червоний ранньоготичний щит із зображенням на ньому подвійного срібного християнського хреста, піднятого на підвищену середню вершину трьох гір (Матра, Татра і Фатра). Герб затверджено 3 вересня 1992 року. З XV століття герб використовувався як знак Верхньої Угорщини, а хрест використовувався ще за часів Нітранського князівства й має візантійське походження.
Державним гімном Словаччини слугує пісня «Над Татрою блискає» (словац. Nad Tatrou sa blýska). Текст пісні був написаний Янком Матушкою 1844 року під час протестної ходи студентів Євангелічного лютеранського ліцею з Братислави до Левочі, на підтримку заарештованого Людовита Штура. Слова пісні були покладені на мотив народної пісні «Копала колодязь, дивилась у нього» (словац. Kopala studienku). За часів Першої Словацької республіки у 1939—1945 роках державним гімном була пісня «Гей, Словаки!» (словац. Hej, Slováci!) 1834 року Самуела Томашика.

## Адміністративно-територіальній поділ

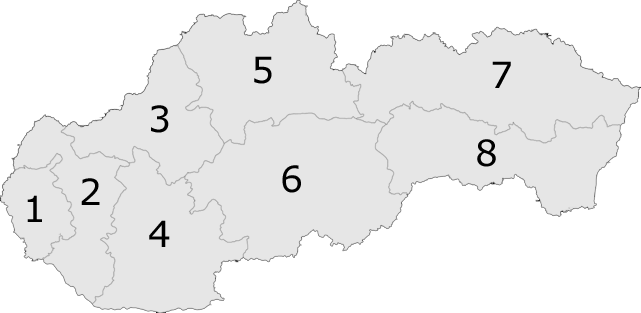

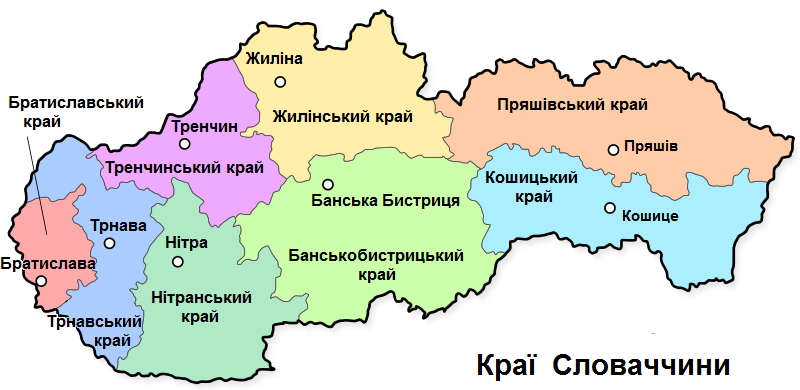
Краї Словаччини

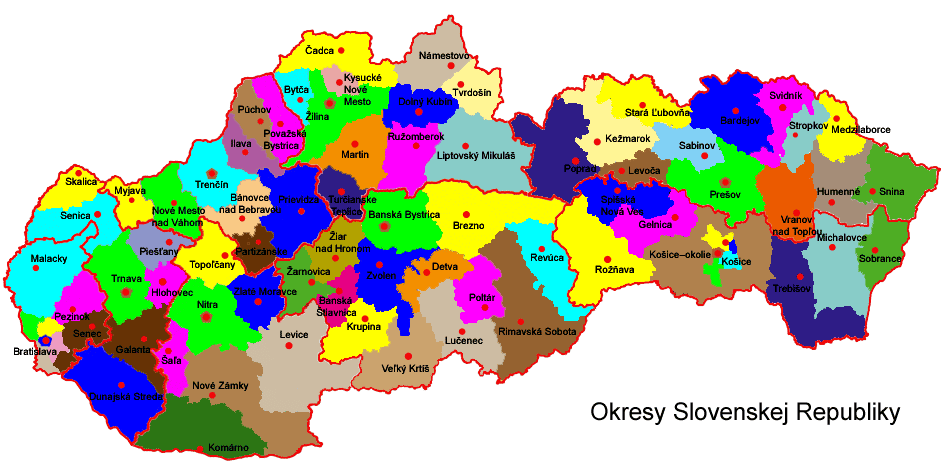
Округи Словаччини

В адміністративно-територіальному відношенні територія держави з 1996 року поділяється на: 8 країв (словац. kraj), які, в свою чергу, поділяються на 79 округів (словац. okres).
1. Братиславський край (словац. Bratislavský kraj), адміністративний центр — місто Братислава (словац. Bratislava)
2. Трнавський край (словац. Trnavský kraj), адм. центр — Трнава (словац. Trnava)
3. Тренчинський край (словац. Trenčiansky kraj), адм. центр — Тренчин (словац. Trenčín)
4. Нітранський край (словац. Nitriansky kraj), адм. центр — Нітра (словац. Nitra)
5. Жилінський край (словац. Žilinský kraj), адм. центр — Жиліна (словац. Žilina)
6. Банскобистрицький край (словац. Banskobystrický kraj), адм. центр — Банська Бистриця (словац. Banská Bystrica)
7. Пряшівський край (словац. Prešovský kraj), адм. центр — Пряшів (словац. Prešov)
8. Кошицький край (словац. Košický kraj), адм. центр — Кошиці (словац. Košice)

З 2002 року краї Словаччини отримали певну самостійність і самоврядність (питання освіти, охорони здоров'я та інфраструктури). Територія краю — адміністративної одиниці є водночас територіальною самоврядною одиницею — самоврядним краєм (словац. Samosprávne kraje, Vyššie územné (samosprávne) celky,  VU(S)C) і поділяється на населені пункти(словац. obce) — села та міста. Населення відповідних адміністративно-територіальних одиниць обирає строком на 4 роки представників до місцевих органів самоврядування — муніципалітетів; голову виконавчої влади — мера.
У період з 1960 по 1990 рік Словаччина територіально поділялась на три великих регіони:
- Західно-Словацьку область (словац. Západoslovenský kraj);
- Середньословацьку область (словац. Stredoslovenský kraj);
- Східно-Словацьку область (словац. Východoslovenský kraj).

## Збройні сили
Збройні сили Словацької республіки (словац. Ozbrojene Sily Slovenskej Republiky) складаються з сухопутних військ (словац. Pozemne Sily) і військово-повітряних сил (словац. Vzdusne Sily). Чисельність збройних сил у 2000 році складала 38,6 тис., а в 2010 році — 16,5 тис. військовослужбовців: 7,3 тис. в сухопутних військах і 4,2 тис. в повітряних силах.
Сухопутні війська включають у себе штаб, 2 механізовані бригади, окремий розвідувальний полк, 1 артилерійський дивізіон, 1 інженерний батальйон і один батальйон хімічного захисту. На озброєнні: 245 танків Т-72М, 383 БМП, 132 бронетранспортерів, 5340 гармат польової артилерії (самохідні гаубиці «Дана» і «Гвоздика», гаубиці Д-30 і М-200), 84 РСЗВ, 120-мм міномети, 425 ПУ ПТКР, 48 ЗРК.
Повітряні сили складаються з 22 винищувачів МіГ-29, 3 Су-22М4, 15 Aero L-39 Albatros, 16 бойових вертольотів Мі-24, 14 вертольотів Мі-8 і Мі-17, 6 Мі-2.
|                              |          |                |                                 |                       |                     |
| Словацька військова академія | TATRAPAN‎ | Комплекс С-300 | 5-й полк спецназу в Афганістані | Модернізований МіГ-29 | Рота почесної варти |

Словаччина член НАТО з 2004 року. Словацька армія від 2006 року формується на професійній основі, загальний призов у мирний час відмінено. В армії можуть проходити службу особи у віці 18—30 років, починаючи з 2012 року жінкам теж дозволено проходити службу в лавах словацької армії. За оцінкою 2010 року Словаччина має мобілізаційний резерв населення у віці від 16 до 49 років: 1,40 млн чоловіків і 1,37 млн жінок.
Загальні витрати на армію в 2000 році склали 348 млн, а в 2010 вже 1,09 млрд доларів США. У 2000-х роках зі вступом до НАТО Словаччина проводила послідовну політику зменшення витрат на оборону країни з 1,1 % від ВВП у 2011 році до 1 % від ВВП у 2013, але з початком агресивної зовнішньої політики Російської Федерації 2014 року переглянула свою політику й призупинила скорочення — 1,03 % від ВВП у 2015 році. За цим показником країна знаходиться на 89 місці серед усіх країн світу що мають військові формування.
Словаччина посилала своїх воїнів у складі миротворчого контингенту ООН до Анголи, Сирії (Голанські висоти), Кіпру. Окрім того Словаччина, починаючи з 1999 року і до моменту вступу, тісно співпрацювала з НАТО: участь у контингенті KFOR у Косово, EUFOR Althea у Боснії і Герцеговині, ISAF у Афганістані й міжнародної коаліції в Іраку. З 2007 року в місті Тренчин діє Центр передового досвіду НАТО з знешкодження боєприпасів, що не спрацювали (англ. Explosive Ordnance Disposal Centre of Excellence).

## Економіка
Словаччина — розвинена індустріальна держава. Валовий внутрішній продукт (ВВП) у 2006 році склав 99,2 млрд доларів США (57 місце у світі); що у перерахунку на одну особу становить 18,2 тис. доларів (45 місце у світі). Промисловість разом із будівництвом становить 30 % від ВВП держави; аграрне виробництво разом із лісовим господарством і рибальством — 4 %; сфера обслуговування — 66 % (станом на 2006 рік). Зайнятість активного населення у господарстві країни розподіляється наступним чином: 29,4 % — промисловість і будівництво; 5,8 % — аграрне, лісове і рибне господарства; 56 % — сфера обслуговування (станом на 2004 рік).
Надходження до державного бюджету Словаччини за 2006 рік склали 24,6 млрд доларів США, а витрати — 26,1 млрд; дефіцит становив 5,8 %.
Переваги словацької економіки: зростання виробництва, особливо в західній частині. Ріст іноземних інвестицій, успіх програми приватизації. Експорт у країни ЄС приносить прибуток. Членство в ЄС повинне сприяти подальшій стабілізації. Перспективи для туризму, особливо для гірськолижних курортів у Татрах. Згідно з дослідженням німецької Торговельної палати, проведеному в березні 2004 року, близько половини німецьких інвесторів розглядають Словаччину як найкраще місце для інвестицій.
Слабкі сторони: високий зовнішній борг. Через залежність від зовнішньої торгівлі Словаччина чутлива до світової рецесії. Схід країни бідний. Ріст безробіття (в 2004 р. 19 %). Катастрофа т. зв. плану ощадних пірамід у 2002 р.
Словаччина подолала більшу частину складного переходу від централізованої планової до сучасної ринкової економіки. Уряд країни добився в 2001 році істотного прогресу в макроекономічній стабілізації й структурних реформах. В основному завершена приватизація, банківський сектор майже повністю перебуває в руках іноземців і іноземні інвестиції ростуть. Словацька економіка перевершила очікування ранніх 2000-х, за винятком спаду в експорті.

### Фінанси

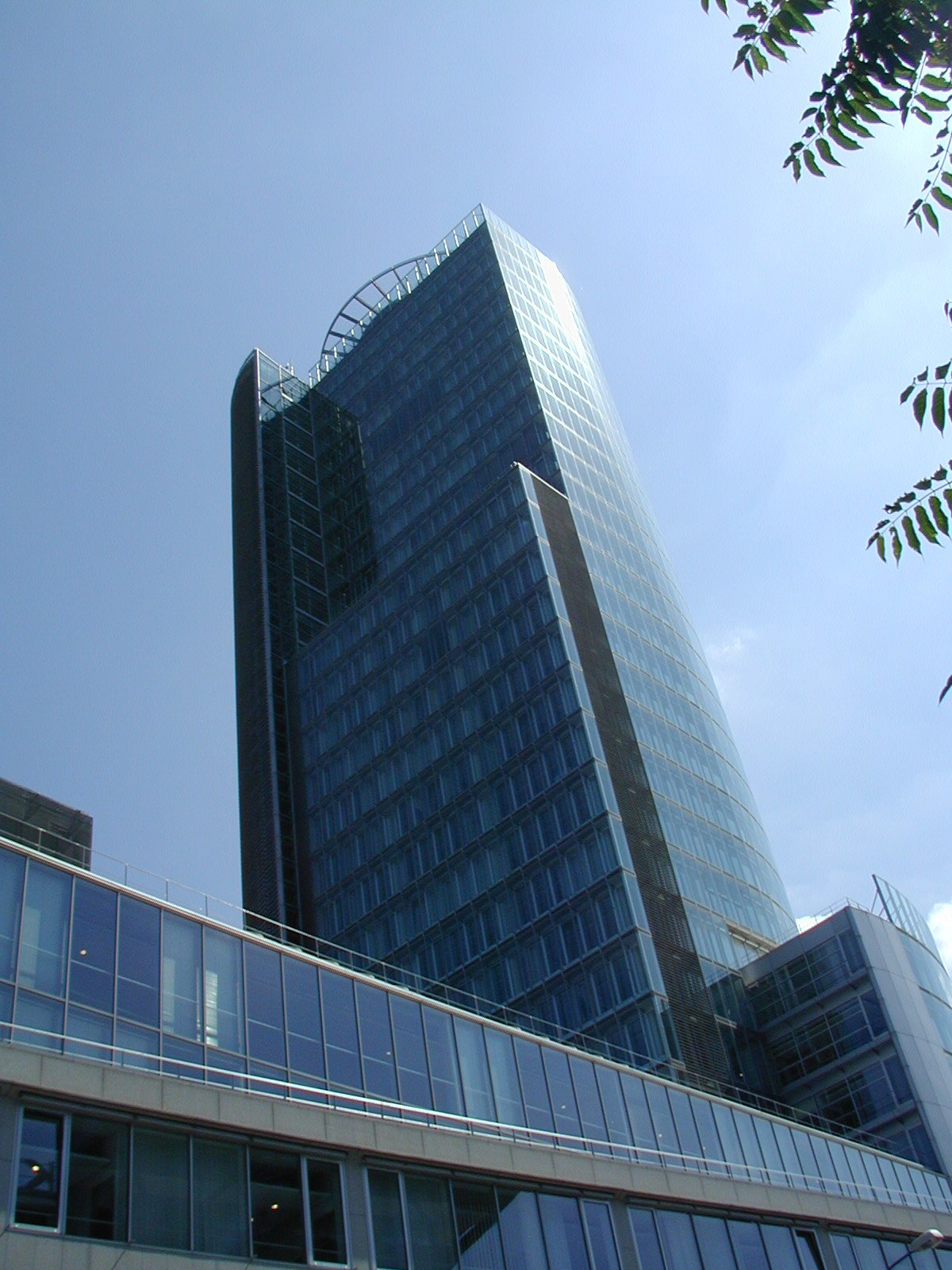
Будівля Національного банку Словаччини

#### Валюта
Національною валютою країни слугує євро. До 1 січня 2009 року валютою слугувала словацька крона. У 2006 році за 1 долар США (USD) давали 29,6 крони.

### Промисловість

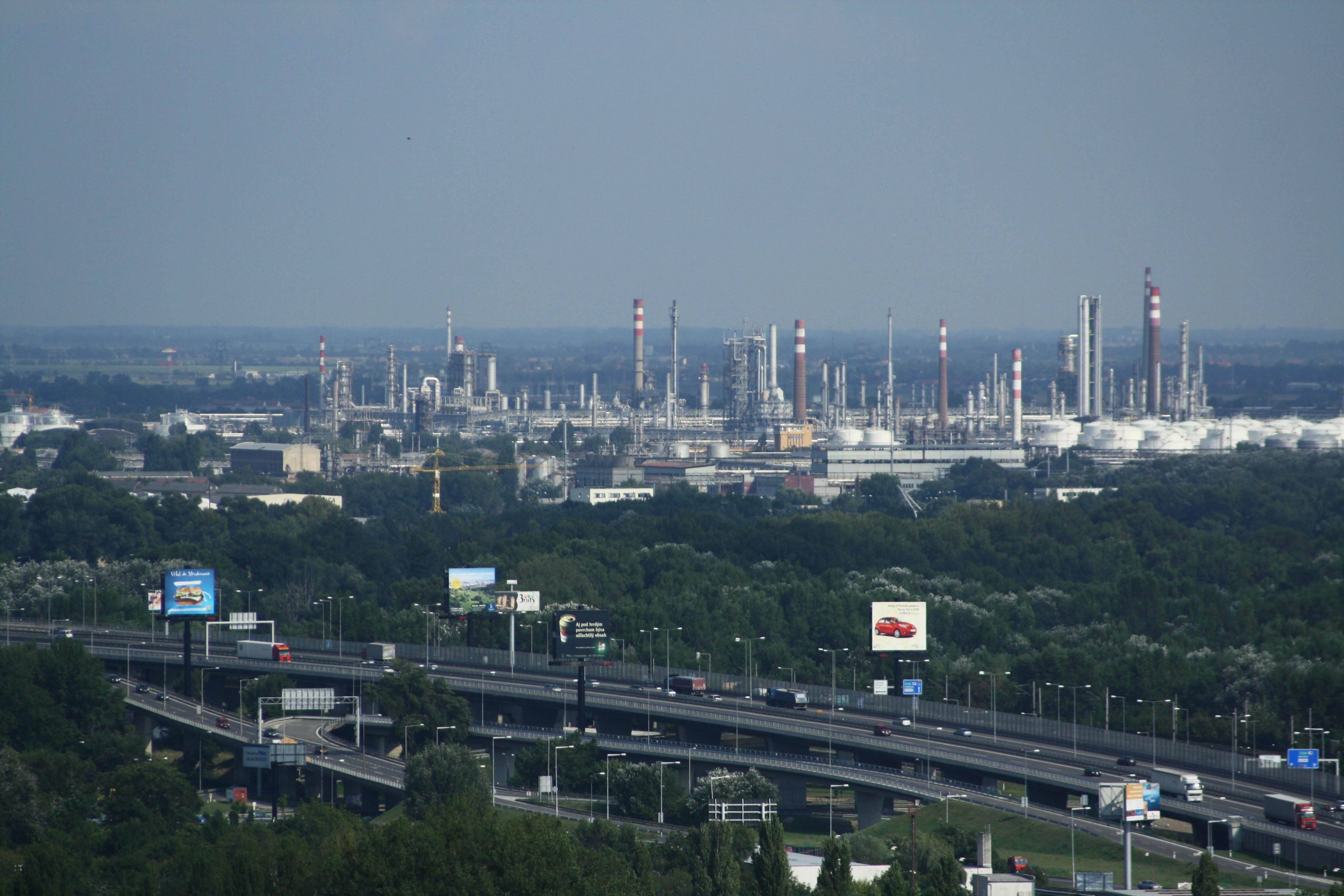
Братиславський нафтопереробний завод

Головні галузі промисловості: хімічна, чорна і кольорова металургія, машинобудування (автомобілебудування), деревообробна, нафтопереробна, гірнича, будівельних матеріалів, харчова і текстильна.
Історично склалося, що за часів становлення капіталістичної економіки Словаччина належала до більш відсталої частини Австро-Угорщини, Угорського королівства, тому бурхливе зростання промислових підприємств наприкінці XIX сторіччя за участі німецького капіталу, як це відбувалось у Богемії та Моравії, обійшло країну стороною. Економічне зростання краю почалося лише за часів незалежності Чехословаччини, але в другій половині XX століття Словаччина давала лише 30 % загальнонаціонального доходу федерації. За соціалістичних часів машинобудування було представлене виробництвом радіоприймачів, телевізорів, холодильників, мотоциклів, суден, підшипників, товарних вагонів, верстатів, електротехнічного устаткування. В країні вироблялись передусім продукти важкої промисловості та зброя (заводи TATRA в Мартіні) для країн РЕВ та союзників Радянського Союзу.
Після поділу Чехословаччини цей ринок зник, на початку 1990-х років багато збройних заводів було закрито, і виникло значне безробіття. Низькі витрати на робочу силу і податкова реформа правих політичних партій на початку XXI століття стали притягувати закордонних інвесторів, передусім у галузі автомобільної промисловості, яка має в словацькій економіці сильну позицію. За часів Чехословаччини лише Братиславський автозавод випускав запчастини для легкових автомобілів Шкода. На початку 2000-х років побудовані заводи компаній Фольксваген у Братиславі (на території корпусів Братиславського автозаводу), Пежо в Трнаві і КІА Моторс у Жиліні. 2000 року в Словаччині було вироблено 182 тис. автомобілів, 2005 року — 218 тис., а 2011 року — 640 тис., основна частина яких була експортована в інші країни Європи (частка автомобілів в експорті країни перевищила 25 %). Словаччина стала світовим лідером з виробництва автомобілів на душу населення (приблизно 1 автомобіль на рік на 8 громадян країни).
Другу найважливішу галузь представляє електротехнічна промисловість. Недалеко Нітри має фабрику корпорація Sony, біля Галанти Samsung Electronics.
Металургійну промисловість представляють Східно-Словацький металургійний комбінат у Кошицях, алюмінієвий завод на довізних бокситах у Жарі, мідноплавильний завод у Кромпахах.
На нафті й газі працює хімічна і нафтохімічна промисловість (нафтопродукти, мінеральні добрива, пластмаси, синтетичні волокна) — нафтопереробний завод у Братиславі. У країні розвинена лісова і деревообробна промисловість, виготовлення будівельних матеріалів.
Основні промислові центри країни: Братислава й Кошиці.

### Гірнича промисловість
Серед рудної сировини, що забезпечувала економічний розвиток країни в минулому — золото й срібло, які тепер видобуваються в незначних кількостях у районі Ходруша-Хомру.
За часів соціалізму гірнича промисловість розвивалась (за винятком виплавки алюмінію на довізних бокситах) на базі місцевих мінерально-сировинних ресурсів, видобувались: буре вугілля, лігніт, залізна руда.
У Словаччині видобувають нафту (покриває 1 % внутрішніх потреб), природний газ (3 %) і буре вугілля (80 %), які йдуть на потреби економіки. Видобуток нафти в 2004 році в країні становив 570 тис. тон, а природного газу — 135 млн м³.

### Енергетика
Більшу частину електроенергії виробляють на ГЕС, має дві атомні електростанції — АЕС Богуниці і АЕС Моховце. Енергетична система Словаччини з'єднана з Бурштинським енергоостровом України.
За 2004 рік було вироблено 31,3 млрд кВт·год електроенергії (експортовано 11,3 млрд кВт·год); загальний обсяг спожитої — 28,6 млрд кВт·год (імпортовано 8,6 млрд кВт·год).
У 2004 році споживання нафти склало 74 тис. барелів на добу (з яких 59 тис. імпорт), природного газу — 6 млрд м³ на рік. Імпорт природного газу в 2004 році становив 6,5 млрд м³.

### Агровиробництво
Порівняно розвинене багатогалузеве сільське господарство ґрунтується на сучасній матеріально-технічній базі й інфраструктурі. У сільськогосподарському обробітку знаходиться 19,35 тис. км ², тобто 39,5 % площі держави.
Ще на початку XX століття у сільському господарстві працювало 60 % населення. Сьогодні в ньому та в суміжних галузях (мисливство, лісництво та інші) працює приблизно 4,9 % економічно активного населення (приблизно 100 500 працівників).
Найкращі умови для рослинництва в низовинах. Головні сільськогосподарські культури: картопля, пшениця, кукурудза, ячмінь, цукрові буряки, фрукти, овочі (помідори, біла капуста, цибуля, перець, морква), тютюн, виноград. Розвинуте садівництво і виноградарство, на території країни існує 6 виноградних районів, передусім на півдні західної Словаччини.
В агропромисловому секторі переважає товарне м'ясо-молочне та м'ясне тваринництво (свині, вівці, велика рогата худоба). Підвищені місця використовують як пасовища для рогатої худоби та овець. Більша частина тваринництва зосереджена в низовинах, де знаходяться достатні ресурси кормових культур.

### Транспорт

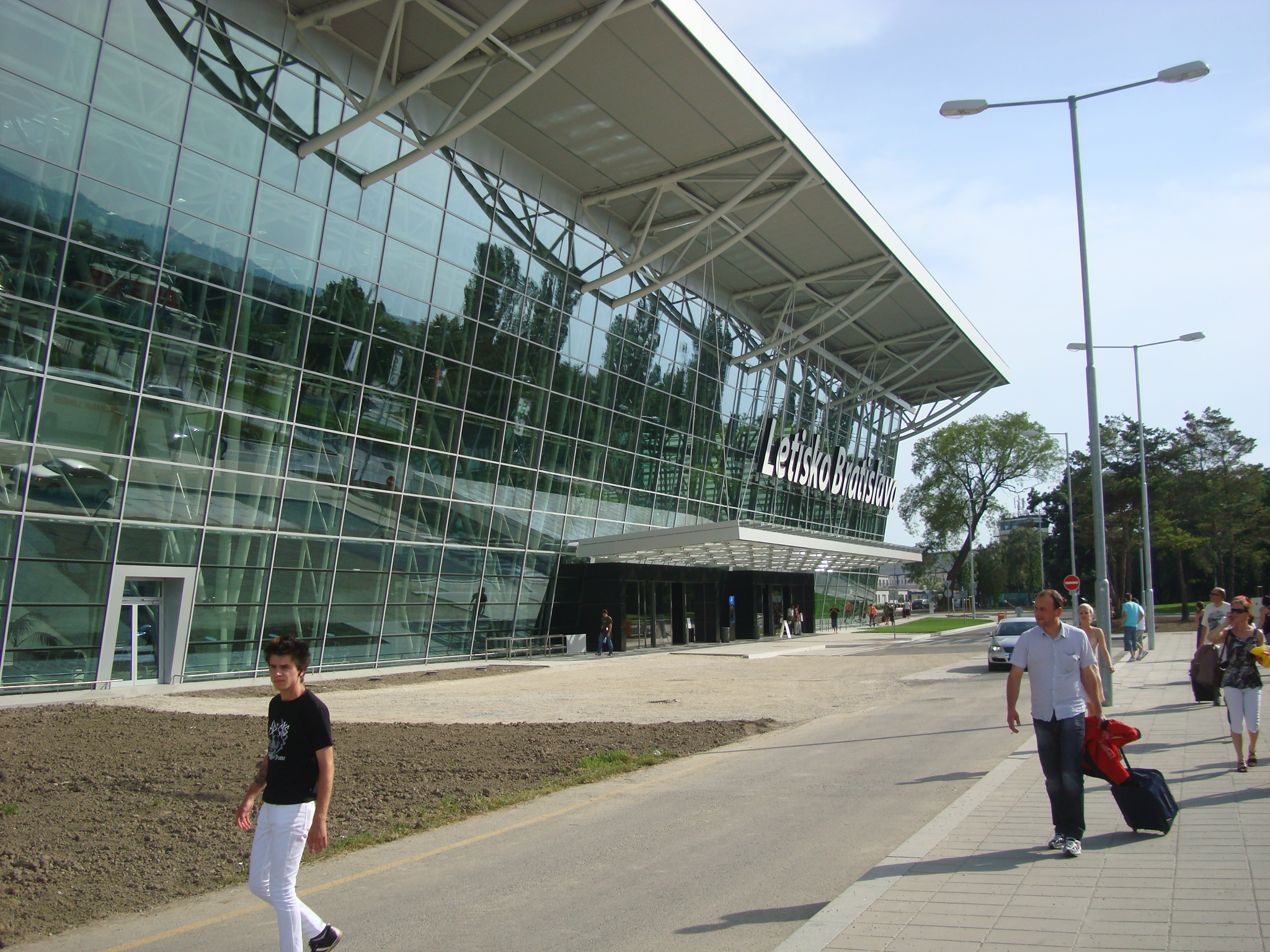
Термінал Братиславського аеропорту

Після другої світової війни територія країни в рамках РЕВ перетворилася на важливий транспортний коридор між країнами Центральної і Східної Європи, в якому зі сходу на захід пролягли нафто- і газопроводи, лінії електропередач і електрифікована залізниця.
Важливе транспортне значення має судноплавство Дунаєм, найбільші річкові порти: Братислава і Комарно.

### Туризм
Словаччина для туристів приваблива через свою гарну природу, передусім гори, печери, але і культурні та історичні пам'ятки, як середньовічні замки та міста, народну архітектуру, курорти та гірськолижні бази. Згідно з деякими даними, країна має найбільшу концентрацію замків на одну особу. У 1996 році Словаччина відвідало 814 тис. іноземних туристів, що дало прибуток у 673 млн доларів США, а 2006 року вже більше 1,6 млн туристів. Більшість туристів прибуває з Чехії (26 %), Польщі (15 %) і Німеччини (11 %). Багато громадян Словаччини подорожують закордоном, 2012 року їх було 3 млн осіб. У 2011 році словаки найчастіше відпочивали у Хорватії (127 500), Туреччині (82 465), Греції (73 715), Болгарії (63 592), Італії (53 121), Єгипті (46 942).
До найулюбленіших місць для туристів належить столиця та Високі Татри з містом Попрад. Також мандрівники відвідують і інші гірські регіони: Низькі Татри з базами Ясна, Хопок, Доновали, Національний парк «Словацький рай», підгірські регіони Ліптов із термальними аквапарками у Бешеньовій та водоймищем «Липтовська Мара» і Спиш із знаменитим Спиським замком та Левочею, історичний центр якої занесений до списку ЮНЕСКО. До середньовічних міст із старим історичним центром належать ще Бардіїв, Кежмарок, Банська Штявниця, Банська Бистриця, Кремниця, Трнава. Крім Братиславського замку, відомий теж Зволенський замок, Красна Гворка, Чахтицький замок, Тренчинський замок. З курортів закордонні туристи відвідують передусім П'єштяни, Тренчянські Тєплице, Раєцьке Тєпплице, Бардейовське Купеле.
Більшість туристів за кількістю реєстрованих ночівель у країні становлять самі громадяни Словаччини (59,1 %), решта туристів є з Чехії (приблизно 13,4 %), Польщі (4,8 %) та Німеччини (3,7 %), Австрії (1,7 %), Угорщини (1,7 %) та України (1 %). Країну в галузі туризму представляє Словацьке агентство туризму (словац. Slovenská agentúra pre cestovný ruch), яке займається пропагуванням Словаччини за кордоном.

### Зовнішня торгівля

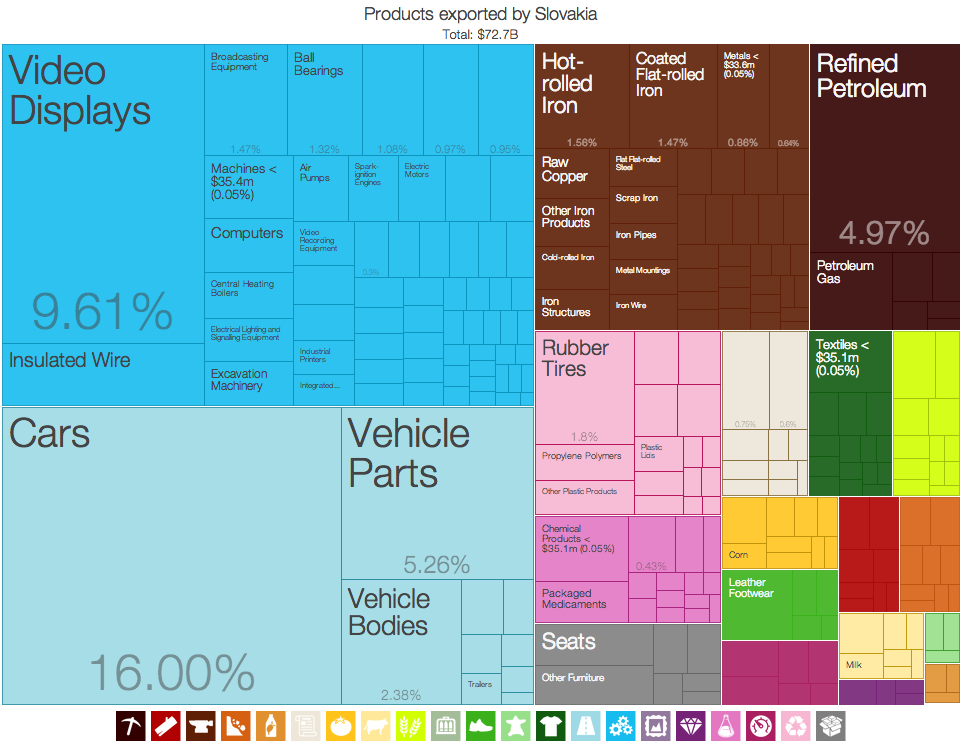
Структура експорту держави в 2011 році

Основні торговельні партнери Словаччини: Німеччина, Чехія, Австрія, Російська Федерація, Італія.
Держава експортує: метали, прокат, автомобілі, запчастини, електротехніку, текстиль. Основні покупці: Німеччина (29 %); Чехія (20 %); Австрія (7 %). У 1997 році вартість експорту склала 8,6 млрд доларів США.
Держава імпортує: промислові вироби, мінеральну сировину, паливо. Основні імпортери: Німеччина (26 %); Чехія (19 %); Російська Федерація (10 %), Італія (7 %). У 1997 році вартість імпорту склала 9 млрд доларів США.

## Населення
| Рік:            | 1994.     | 2004.     | 2014.     | 2024.     |
| --------------- | --------- | --------- | --------- | --------- |
| Кількість осіб: | 5 356 207 | 5 384 822 | 5 421 349 | 5 419 451 |
| Різниця:        |           | +0,53 %   | +0,67 %   | -0,03 %   |

| Рік:            | 2023.     | 2024.     |
| --------------- | --------- | --------- |
| Кількість осіб: | 5 424 687 | 5 419 451 |
| Різниця:        |           | -0,09 %   |

Населення держави у 2006 році становило 5,4 млн осіб (108-ме місце у світі). У 1900 році населення країни становило 2,8 млн осіб, у 1940 році — 2,5 млн осіб, у 1950 році — 3,5 млн осіб, у 1980 році — 5 млн осіб. Густота населення: 110,3 осіб/км² (63-тє місце у світі). Згідно статистичних даних за 2006 рік народжуваність 10,7 ‰; смертність 9,5 ‰; природний приріст 1,2 ‰.
Вікова піраміда населення виглядає наступним чином (станом на 2006 рік):
- діти віком до 14 років — 16,7 % (465 тис. чоловіків, 445 тис. жінок);
- дорослі (15—64 років) — 71,3 % (1,9 млн чоловіків, 1,9 млн жінок);
- особи похилого віку (65 років і старіші) — 12 % (245 тис. чоловіків, 408 тис. жінок).

Більшість населення зосереджено в південній рівнинній частині, а також по гірських долинах, утворених численними притоками Дунаю й Тиси.

### Урбанізація
Рівень урбанізованості в країні досить високий, в 2000 році склав 59 %. Головні міста держави: Братислава (450 тис. осіб), Кошиці (250 тис. осіб), Пряшів (100 тис. осіб).

### Етнічний склад

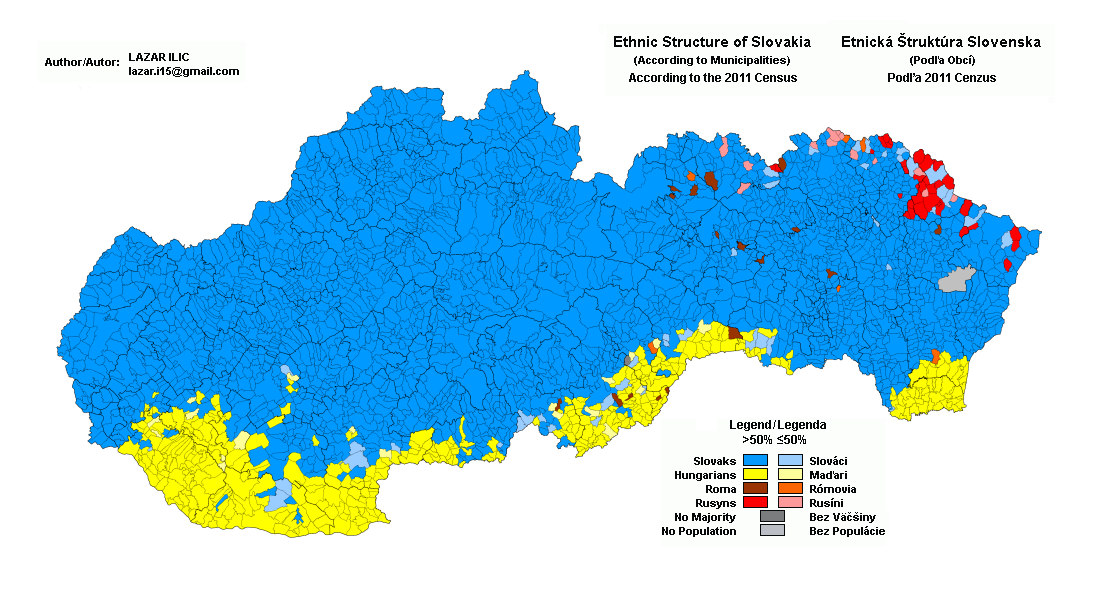
Етнічна карта Словаччини за даними перепису 2011 року

Головні етноси, що складають словацьку націю згідно з переписом населення 21 травня 2011 року:
- словаки — 4 352 775 (80,7 %);
- угорці — 458 467 (8,5 %) — найбільша етнічна меншість країни, що населяє переважно південні райони;
- цигани (роми) — 105 738 (2,0 %);
- русини — 33 482 (0,6204 %) — проживають переважно на північному сході країни — Пряшівщина;
- чехи — 30 367 (0,6 %);
- українці — 7430 (0,1376 %);
- німці — 4690 (0,1 %);
- поляки — 3084 (0,1 %);
- росіяни — 1997 (0,037 %);
- болгари — 1051 (0,0 %);
- хорвати — 1022 (0,0 %);
- серби — 698 (0,0 %);
- євреї — 631 (0,0 %);
- інші — 9852 (0,2 %);
- не вказали — 382 493 (7,0 %);
- разом — 5 397 036.

У районі Пряшева на сході країни проживає (близько 60 тис. чоловік) етнічна група українців — русини.

#### Словацько-українські зв'язки
Словацько-українські зв'язки мають давні традиції. Україна та Словаччина мають спільний кордон протяжністю близько 100 км на території Пряшівщини, центр якої Пряшів став осередком української культури в Словаччині. За деякими джерелами, словаки — найближчі «генетичні родичі» українців: обидва народи мали подібну соціальну структуру, побут, мову і народну творчість, врешті, їх єднала до 1918 року спільна недоля угорського поневолення. Попри це, їхні взаємини були скорше принагідні й обмежені Закарпаттям та, в малій мірі, Галичиною.
Через Словаччину здавна проходили важливі торговельні шляхи, які зв'язували Україну із Західною та Південною Європою. Уже з часів середньовіччя в Україну їздили словацькі мандрівні купці та ремісники. Значна частина провідного духовенства Закарпаття, з якого пізніше виходили єпископи чи професори богословських шкіл, вчилася у XVIII ст. у Трнавській богословській семінарії. У Трнаві були надруковані і перші книги для закарпатських українців: «Катехизис» (1698), «Буквар» (1699) та «Краткоє припадков моральних собраніє» (1727).
Цікавий опис своєї подорожі в Україну зробив словак, протестантський духовний Даніел Крман, який у 1708—1709 роках на доручення семигородського князя відвідав тут шведського короля Карла XII та зустрівся з І. Мазепою. Під час своїх подорожей у Словаччині побував Г. Сковорода.
Першими словацькими вченими, що почали глибше цікавитися Україною, були Ян Коллар (1793—1852) і Павел Шафарик (1795—1861); вони підтримували безпосередні зв'язки з українськими діячами і мали позитивний вплив на розвиток національного відродження в Україні. Шафарик одним із перших у Європі виступив на захист самобутності українського народу, його мови і культури. У 40-х рр. XIX ст. українську поезію почав інтенсивно вивчати Л. Штур. Найвизначнішим представником українсько-словацьких взаємин XIX ст. був Богуш Носак-Незабудов (1818—1877); йому належить і перший переклад словацькою з української мови, опублікований у пресі («Дума про втечу трьох братів з Озова», 1848). Чималу увагу закарпатським українцям приділяли також Й. Гурбан, А. Радлінський, П. Келлнер та ін. На Слов'янському Конгресі у Празі словаки підтримали галицьких і закарпатських українців. У 1850 р. у Пряшеві виникла перша «руська» літературна спілка, членами якої були і 4 словаки. Із закарпатських українців найбільший внесок у словацьку культуру зробив А. Добрянський, один з засновників і перших членів словацького культурно-освітнього товариства «Матиці словацької» (1863). 1876 у журналі «Друг» І. Франко вмістив свій переклад вірша словацького письменника Сама Халупки; у кін. XIX ст. в галицькій пресі з'явилося кілька віршів словацьких класиків у перекладі П. Грабовського.
У кінці XIX ст. інтерес словаків до українців зменшився, бо тогочасна словацька інтелігенція стояла на русофільських позиціях. З початку XX ст. чех Ф. Вотруба переклав словацькою мовою уривки з творів І. Франка (1914 видав їх окремою книжкою), В. Стефаника, Б. Лепкого, Лесі Українки, Б. Грищенка та опублікував кілька статей про українську мову й літературу. Творчість Т. Шевченка стала відомою на Словаччині у 1911—1914 завдяки перекладам Юрая Славіка (псевд. Нересницький), Івана Лаха та Светозара Ваянського. У Галичині тоді появилося кілька статей про громадські справи Словаччини В. Гнатюка, І. Франка та С. Томашівського. Одночасно на Пряшівщині погіршилися українсько-словацькі взаємини, бо динаміка словацького національного відродження виявила чималу експансію щодо слабших українців. Унаслідок її деякі українці, перебуваючи під угорським тиском, воліли словакізацію, ніж втрату слов'янського характеру; це й спричинило словакізацію низки русинських сіл.
У 1916 націоналісти обох країн взяли участь у конференції Союзу народів у Лозанні. Під час Першої Світової війни Російською імперією з військовополонених був сформований Чехословацький корпус, який бився проти Центральних держав на території України, зокрема під Зборовим та Бахмачем.
Словацький тиск на українців у Словаччині збільшився з 1919 р., коли до Словаччини включено частину історичного Закарпаття, на захід від р. Уж. Словакізація русинів була в програмі Словацької народної партії, лідери якої відмовилися від співпраці з політиками Закарпаття (але співпрацювали з угрофілом А. Бродієм), які тому встановили зв'язки з чеськими політичними партіями, що ставилися позитивно або нейтрально до українського питання. Культурні словацько-українські взаємини тоді були мінімальні. Деякі зв'язки існували між Словаччиною і Закарпатською Україною (у Братиславі діяв «Клуб друзів Закарпаття», що видавав журнал «Podkarpatská Revue», вийшло кілька книг про Закарпаття, переклади творів закарпатських письменників), зате інші українські землі та їх культура залишалися невідомими для словаків. У той час і Україна не виявляла зацікавлення Словаччиною.
За Першої Словацької Республіки (1939— 1945), словацький уряд не толерував виявів українського національного руху, а президент Тисо заявив у 1942 році, що українсько-русинського питання вже немає. На політику словакізації частина русинського населення реагувала симпатією до СРСР і підтримкою партизанського руху, у якому брали участь чимало українців. Під час радянсько-німецької війни в Україні були регулярні частини словацької армії (дві дивізії), які, однак, у безпосередніх боях участі не брали. Багато словаків було разом з закарпатськими українцями у Чехо-словацькому армійському корпусі генерала Л. Свободи, який у 1944 році у складі радянської армії брав участь у боях в Україні. У 1944—1945 рр. на західній Словаччині була розташована українська дивізія «Галичина»; територією Словаччини у 1945—1947 рр. проходили частини УПА. Осередком української політичної еміграції під час другої світової війни була Братислава, де в 1939 р. тимчасово перебувала евакуйована з Закарпаття Українська торговельна академія.
На еміграції у другій половині ХХ століття українські та словацькі політичні організації входили до Антибільшовицького блоку народів.
Доля українців у Словаччині значно покращилась по 1945, серед іншого й тому, що в компартії Чехословаччини і Словаччини чималу роль відігравали українські комуністи. Правда, українська меншість у Словаччині не здобула територіальної автономії, але здобула деяку культурну автономію. Зокрема, радикальний поворот почався у галузі культурних взаємин — популяризації української культури у Словаччині та словацької в Україні. З 1947 р. до 1969 р. на Словаччині видано понад 100 книг з української літератури у перекладах Ю. Кокавця, М. Крна, П. та М. Лічко, І. Руснака, Р. Скукалка та низки інших перекладачів. При Словацькій Академії Наук та Братиславському Університеті працює низка фахівців з української культури (М. Мольнар, М. Неврлий, П. Гапак, Ф. Ґондор, Д. Гараксим, Й. Грозієнчік та ін.), які видали десятки монографій (про творчість Т. Шевченка, І. Франка, з української історії тощо). Другим центром словацької україністики є Пряшів — філософський (кафедра української мови і літератури та дослідницький кабінет україністики) і педагогічний (кафедра української мови і літератури) факультети Університету Павла Йозефа Шафарика, зараз Пряшівського університету. Досить добре відома на Словаччині й українська драматургія. На професійних сценах Словаччини були поставлені п'єси і опери І. Котляревського, С. Гулака-Артемовського, Т. Шевченка, І. Франка, Г. Цеглинського, М. Старицького, Ю. Мейтуса, О. Корнійчука, Л. Дмитерка, В. Собка. Ряд із них транслювалися по радіо і телебаченню. Велику роль у справі популяризації української культури у Словаччині відіграли гастролі хору ім. Верьовки, ансамблю Вірського, Київ. Капели Бандуристів, Закарпатського Народного Хору, Київського Театру ім. Франка, а також щорічні турне по Словаччині Піддуклянського українського народного Ансамблю та Український народний театр (Пряшів) Українського народного театру з Пряшева. У Словаччині влаштовано кілька виставок українських книжок й образотворчого мистецтва. Взаємному пізнанню сприяють «Дні української культури на Словаччині» і «Дні словацької культури в Україні», а також Свято пісні і танцю українського населення Чехословаччини. Зміцненню словацько-українських літературних зв'язків сприяє Філія українських письменників Спілки словацьких письменників, Словацьке педагогічне видавництво, Відділ української літератури у Пряшеві (видав понад 250 українських публікацій).
Внаслідок ототожнювання словацької культури з чеською значно відстає справа популяризації словацької культури в Україні. Із 152 книг чеських і словацьких авторів, виданих в Україні до 1968 року, було лише 8 словацьких (перший переклад 1951). Щоб заповнити прогалину, відділ української літератури Словацького педагогічного видавництва у Пряшеві у 1959 — 62 видав 15 перекладів з словацького красного письменства, а Культурна Спілка Українських Трудящих — 6 словацьких п'єс у перекладі на українську мову; журнал «Дукля» (головний редактор Іван Яцканин) систематично вміщує переклади з сучасної словацької літератури. Однак жодне з цих видань не доходило в Україну, тому далі видання перекладів було припинене. 1964 у Києві видано антологію «Словацька поезія» зі зразками поетичних творів 51 словацького автора у перекладах М. Рильського, Г. Кучера, Б. Тена, А. Малишка, В. Житника, В. Лучука, І. Драча, Д. Павличка, І. Світличного, В. Симоненка та ін.
Попри поглиблення словацько-українських культурних взаємин, словаки ведуть систематичну словакізацію українців Пряшівщини — політичну, культурну чи релігійну (1968 призначено адміністратором Пряшівської єпархії словака). Неприязнь до українців виявилася головним чином за Дубчека (1968 — 69), коли серед словаків лунав заклик, щоб усіх українців Пряшівщини вивезти до УРСР.
Українсько-словацька боротьба триває і в діаспорі, передусім у США; спроба словакізації вихідців із Пряшівщини під гаслом, що на Пряшівщині більше українців нема і всі греко-католики є словаками. Для небагатьох закарпатських греко-католицьких громад у Канаді Ватикан призначив єпископом-адміністратором словака.
Поза межами Пряшівщина невеликі українські громади існують у кількох містах Словаччини, передусім у Кошицях (до цього важливого промислового центру іммігрують селяни з Пряшівщини) та Братиславі.
У 2014—2015 роках основним питанням українсько-словацьких відносин стала організація реверсних постачань газу.

### Мови

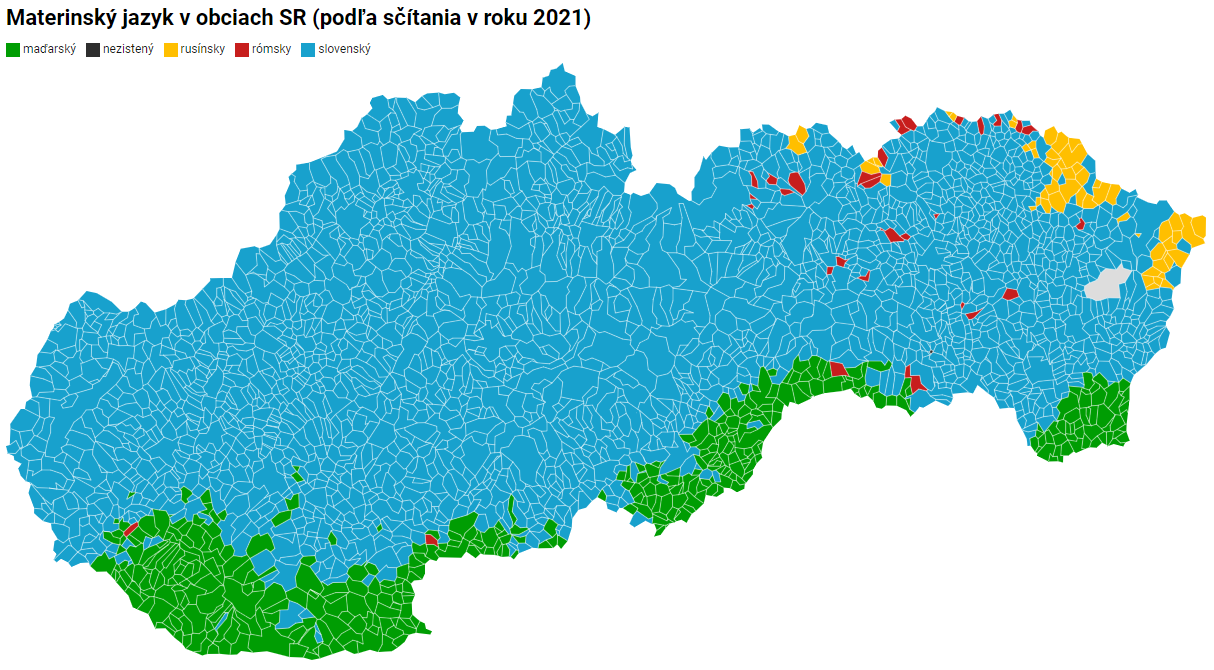
Мовна мапа Словаччини за даними перепису 2021 року

Державна мова: словацька, входить до групи західнослов'янських мов (споріднена з польською та чеською).
Склад населення за рідною мовою згідно з переписом населення 21 травня 2011 року:
- словацька — 4 240 453 (78,6 %);
- угорська — 508 714 (9,4 %) — за законодавством має рівні права з словацькою в південних регіонах, де угорці складають понад 20 % населення;
- циганська (ромська) — 122 518 (2,3 %);
- русинська — 55 469 (1,0 %);
- чеська — 35 216 (0,7 %);
- українська — 5689 (0,1 %);
- німецька — 5186 (0,1 %);
- польська — 3119 (0,1 %);
- хорватська — 1234 (0,0 %);
- їдиш — 460 (0,0 %);
- болгарська — 132 (0,0 %);
- інші — 13 585 (0,3 %);
- не вказали — 405 261 (7,5 %).

### Релігії

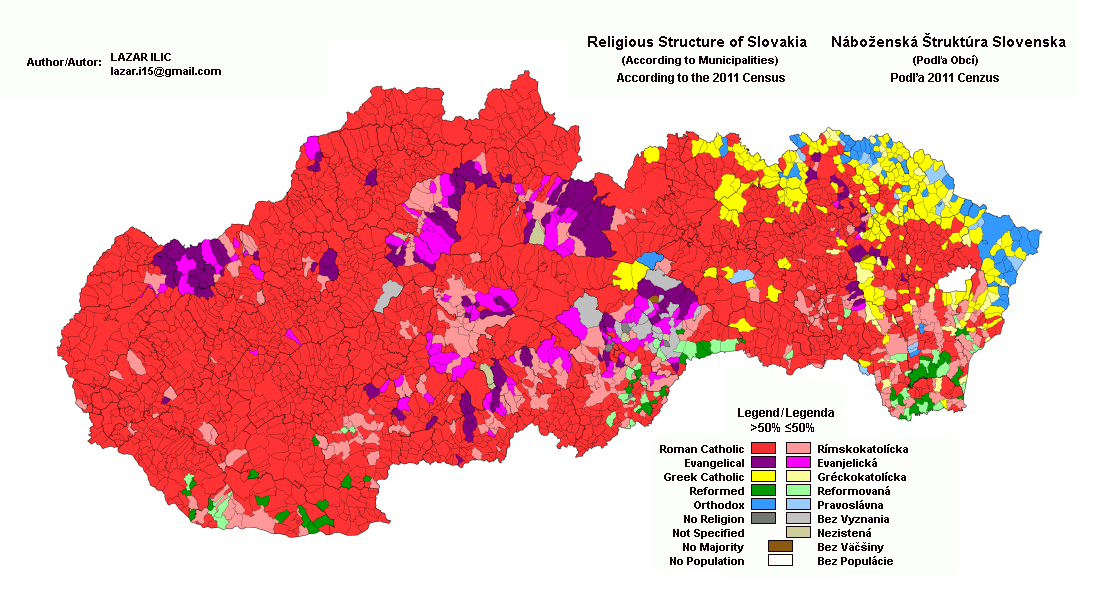
Релігії у Словаччині за переписом 2011 року

Словаччина є досить релігійною країною, особливо в порівнянні з більш атеїстичною сусідньою Чехією. Конституція держави гарантує свободу віросповідання. Склад населення за приналежністю до релігії згідно з переписом населення 21 травня 2011 року:
- римо-католики — 3 347 270 (62,0 % населення);
- лютерани — 316 250 (5,9 %)% — здебільшого словаки;
- греко-католики — 206 871 (3,8 %);
- кальвіністи — 98 797 (1,8 %) — здебільшого угорці;
- православні — 49 133 (0,9 %);
- Свідки Єгови — 17 222 (0,3 %);
- інші — 23 340 (0,5 %);
- атеїсти — 725 362 (13,4 %);
- не вказали — 571 437 (10,6 %).

### Охорона здоров'я
Очікувана середня тривалість життя в 2006 році становила 74,7 року: для чоловіків — 70,7 року, для жінок — 78,9 року. Смертність немовлят до 1 року становила 7,3 ‰ (станом на 2006 рік). Населення забезпечене місцями в стаціонарах лікарень на рівні 1 місце на 200 жителів; лікарями — 1 лікар на 290 жителів (станом на 1996 рік). 
У 1993 році 100 % населення було забезпечено питною водою.

### Освіта
Рівень письменності в 2003 році становив 99,6 %: 99,7 % серед чоловіків, 99,6 % серед жінок.
В країні запроваджено обов'язкову 9-річну шкільну освіту. Дошкільне виховання, початкову та середню освіту в Словаччині представляє система дошкільних закладів освіти (словац. predškolské zariadenia), початкових шкіл (відвідують учні віком від 6—7 до 14—15 років) та середніх шкіл (відвідують студенти віком від 14—15 до 18—20 років), які можуть бути державні, приватні або церковні. За часів соціалістичної влади Чехословаччини уся система освіти була охоплена державою. У 1978—1979 навчальному році по основних обов'язкових школах налічувалося близько 670,5 тис. учнів, у повних середніх загальноосвітніх школах (гімназіях) — 53,3 тис. учнів, у 1—3-річних професійних навчальних закладах — близько 337,6 тис. учнів, у 4-річних середніх професійних школах — близько 115,9 тис. учнів, у вищих навчальних закладах — 72 тис. студентів.
|                 |                   |                         |                                     |                                  |
| Початкова школа | Кошицька гімназія | Університет Коменського | Католицький університет Ружомбероку | Словацька національна бібліотека |

Вищі навчальні заклади можна поділити на 3 види: публічні (словац. Verejné vysoké školy), державні (словац. Štátne vysoké školy) та приватні (словац. Súkromné vysoké školy); або на 3 типи: університети (словац. univerzitné vysoké školy), неуніверситетські вищі школи (словац. neuniverzitné vysoké školy) та фахові вищі школи (словац. odborné vysoké školy), які мають право надавати лише перший бакалаврський ступінь вищої освіти. Найкращими університетами держави є Словацький технічний університет у Братиславі, Університет Коменського в Братиславі, Технічний університет у Кошицях, Університет Павла Йозефа Шафарика, Пряшівський університет. До інших авторитетних вищих навчальних закладів відносяться: Вища економічна школа в Братиславі, Братиславська консерваторія, Вища ветеринарна і технічна школа в Кошицях, Вища транспортна школа в Жиліні. У 2014 році був прийнятий закон про безкоштовне навчання в Словаччині для іноземних студентів в усіх державних університетах за умови очного навчання державною мовою.
Найбільші й найстаріші бібліотеки Словаччини: Словацька національна бібліотека (сваті Slovenská národná knižnica (SNK)) — бібліотека Матиці словацької, заснована 1941 року, нараховує 4,7 млн одиниць зберігання; Бібліотека Університету Коменського (заснована 1919 року); Державна наукова бібліотека в Кошицях (заснована 1657 року).

### Інтернет
У 2001 році всесвітньою мережею Інтернет у Словаччині користувались 700 тис. осіб.

## Культура
Головні музеї країни: Словацький національний музей (Братислава), Словацький національний музей (Мартін), Словацька національна галерея (Братислава), Східно-Словацька галерея, Східнословацький музей (Кошиці), Середньословацький музей (Банська Бистриця), Музей Словацького національного повстання (Банська Бистриця).

### Архітектура
З античних часів на території сучасної Словаччини збереглися залишки давньоримських будівель. До перших архітектурних пам'яток власне словацького національного надбання можна віднести культові споруди і замки в романському стилі:
- базиліка святого Еммерама в Нітрі 1200 року;
- двоярусна капела-ротонда в містечку Скаліце, датується XII століттям;
- церква в Дражовце, XII століття;
- Оравський замок, XII століття, згодом був перебудований;
- церква в Дяковці, 1228 року[2].

Середньовіччя залишило по собі велику кількість феодальних замків, частина з яких дійшла до нас лише у вигляді руїн, інша була перебудована на палаци в більш пізній час. У XIV—XV століттях у місцевій архітектурі, як власне і по всій Західній Європі, панувала готика:
- кафедральний собор святої Єлизавети (словац. Dóm sv. Alžbety) у Кошицях, 1382—1499 роки — найбільший собор Словаччини;
- собор у Братиславі, початок будівництва XIV століття.

|                           |                          |                 |                        |                                      |                                 |
| Традиційне житло словаків | Базиліка святого Емерама | Оравський замок | Собор святої Єлизавети | Палац примаса в Братиславі, 1781 рік | Нова й стара архітектура Кошиць |

Для народного зодчества характерні зрубні або кам'яні будинки, дерев'яні церкви, що мають багато спільного в багатьох рисах з угорською, чеською і українською архітектурою. Починаючи з XVI століття Словаччиною шириться архітектурний стиль Відродження:
- ратуша в Банській Бистриці, 1510 рік;
- житлові будинки у Пряшеві, Левочі, Бардейові.

Для словацької архітектури XVII—XVIII століть характерним був стиль бароко:
- церква Трійці в Братиславі, 1717—1735 роки;
- палац примаса в Братиславі архітектора М. Гефеле, що містить риси раннього класицизму, 1778—1781 роки;
- ратуша міста Кошиці, 1756 рік.

Наприкінці XVIII — на початку XIX століття в архітектурі тогочасних поміщицьких маєтків у містах і селах яскраво простежується класицизм. Наприкінці XIX — на початку XX століття почав переважати модерн.
Серед споруд зведених у сучасному стилі XX століття особливо вирізняються:
- корпус Вищого технічного училища, 1964 рік;
- міст через Дунай, 1972 рік;
- готель «Київ» в Братиславі, 1974 рік[2].

### Образотворче мистецтво
Найдавнішими об'єктами образотворчого мистецтва на теренах Словаччини є: жіночі фігурки первісної палеолітичної людини (Мораванська Венера), кераміка неоліту, ювелірні прикраси фракійців, скіфів, кельтів, давніх слов'ян. IV століттям датують поховання з золотими, срібними і бронзовими виробами.
Культурні слов'янські особливості словаків знайшли своє втілення у побутових витворах народних майстрів: різьбленні по дереву, розписах селянських будинків, вишивці, кераміці. Словацькі народні елементи досить подібні до аналогічних українських.
Перлинами живопису пізнього середньовіччя XIV—XV століть є фрески церкви Святого Мартіна в Спишській Капітулі (об'єкт Світової спадщини ЮНЕСКО). XVI століття знаменується переходом до епохи Відродження. Ширяться різьблені дерев'яні вівтарі. Великий вівтар Павла з Левочі (словац. Majster Pavol z Levoče) 1508—1515 років у соборі Святого Якуба в Левочі є найвищим (18 м) готичним дерев'яним вівтарем у світі. Відомий живопис майстра з Околичної (словац. Majster z Okoličné), автора вівтаря кафедрального собору Святої Єлизавети в Кошицях. Майстра «M. S.» (словац. Majster M. S.) автор численних полотен, скульптур Мадонни в кафедральному соборі Святої Катерини в Банській Бистриці, Святої Катерини і Святої Варвари, що зберігаються в музеї гірничої справи (словац. Slovenské banské múzeum Banská Štiavnica) Банської Штявниці. Широко відомі декор, скульптура, вироби з металу того часу.
XVII століття знаменується переходом до барочного стилю: живопис Яна Купецького, Франца Антона Маульберча; скульптура Георга Доннера.
|                                   |                                           |                       |                                      |                                   |                                          |                                              |
| Мораванська Венера, 22 тис. років | «Марія відвідує Єлизавету», майстер M. S. | Вівтар Павла з Левочі | «Автопортрет» Ян Купецький, 1711 рік | «Матір», Мікулаш Галанда 1933 рік | «Юранова долина», Густав Маллі, 1939 рік | Нова будівля Словацької національної галереї |

У XIX столітті, на тлі народного словацького піднесення з'являється ціла плеяда національних художників (Й. Чаусіг, Янош Ромбауер, Кароль Людовит Лібай). Йозеф Клеменс (1817—1883) і Петер Міхал Богун (1822—1879) творять у стилі романтизму і пишуть ряд картин присвячених словацьким національним героям. У портретному жанрі також відомі: Домінік Скутецький (1849—1921), Йозеф Штетка, Йозеф Ганула (1863—1944). Наприкінці століття оформлюються національні риси в побутовому жанрі (В. Климкович, Домінік Скутецький, Йозеф Ганула); пейзажному (Кароль Мілослав Лехотський (1846—1915) і Л. Чордак); у реалістичній скульптурі — Вавринець Дунайський (1784—1833), автор меморіалу Яну Голлі в Добрій Воді, Ян Конярек (1878—1952), Алоїз Стробл (1856—1926), Янош Фадруж (1858—1903), Алоїз Рігель (1879—1940)). Представником словацького імпресіонізму був Максиміліан Шурманн (1863—1944).
Серед майстрів XX століття вагомий внесок у розвиток живопису дали Мікулаш Галанда (1895—1938), Мартін Бенка (1888—1971), Янко Алексі (1894—1970), Мілош Бажовський (1899—1968), Густав Маллі (1879—1952) і Ян Гала (1890—1959) — засновники словацького модерну. Сюжети їхньої творчості виникали головним чином із життя звичайних людей у сільській місцевості, яке вони ідеалізували. Золо Палагвай (1898—1935), Антон Ясуш (1882—1965), Едмунд Гверк (1895—1956), Юліус Якобі (1903—1985) розвивали напрямки ар-нуво, символізму й експресіонізму в словацькому живописі.
Роботи Коломана Сокола (1902—2003), професора графіки університету Мехіко в 1937—1941 роках, Людовита Фулли (1902—1980) та Імро Вейнер-Краля (1901—1978) тісно пов'язані з сучасним європейським мистецтвом, здобували міжнародне визнання й нагороди. Помітний слід у живописі залишили Кіпріан Маєрнік (1909—1945), Ян Желібський, Ян Мудроч (1909—1968), Ладіслав Чеміцький (1909—1968), Естер Сімерова (1909), графік Вінсент Гложнік (1919—1997), Албін Бруновський (1935—1997), Йозеф Янкович (1937), Душан Каллай (1948), Владімір Гажович (1939), Кароль Ондрейчка (1944—2003) і Блажей Балаж (1958). Одна з найпомітніших фігур сучасного образотворчого мистецтва в стилі поп-арт, Енді Ворхол (1928—1987), що народився в Піттсбурзі (штат Пенсільванія, США), за походженням був із родини лемків з словацького села Микова (словац. Miková). У містечку Меджилабірці, де певний час жила його родина до еміграції, відкрито меморіальний музей. Серед відомих художників XXI сторіччя помітна творчість Кирила Блажо (1970), Мартіна Варгіка і Вільяма Ловіска (1964).
Відомі словацькі скульптури: Ян Конярек (1878—1952), Юліус Бартфай (1888—1979), Тібор Бартфай (1922), Ян Мате (1922), Йозеф Костка (1912—1996), Ладіслав Снопек (1919—2010).
Відомі словацькі фотографи Мартін Мартінчек (1913—2004) і Кароль Каллай (1926—2012) 1970 року отримали міжнародну премію EFIAP (фр. Excellence de la Fédération Internationale de l' Art Photographique).
Між словацькими і українськими митцями підтримуються культурні й творчі зв'язки, наприклад, 1978 року в Києві експонувалася виставка словацького образотворчого мистецтва.
Найкращі твори словацьких митців зібрані в залах Словацької національної галереї (словац. Slovenská národná galéria, SNG), заснованої 1949 року.

#### Українсько-словацькі літературні відносини
Серед творів української літератури першими на словацьку мову були перекладені Іван Котляревський, Тарас Шевченко, Марко Вовчок, Іван Франко, Михайло Коцюбинський, Леся Українка, Панас Мирний, Марко Кропивницький, Іван Карпенко-Карий, Олесь Гончар, Олександр Довженко, Володимир Сосюра.
Твори словацьких прозаїків (П. Їлемніцького, Ф. Гечка, Ф. Краля, Р. Моріца, Р. Яшика, К. Лазарової, В. Мінача) і поетів (Павола Гвездослава, Лако Новомеського. А. Плавки, Я. Понічана, Я. Костри, П. Горова, М. Руфуса) на українську мову перекладали українські митці слова: Микола Бажан, Максим Рильський, Андрій Малишко, Микола Терещенко, Терень Масенко, Дмитро Павличко, Роман Лубківський. 1964 року була видана збірка «Словацька поезія. Антологія», а 1972 — «Слов'янське небо» у перекладі Романа Лубківського.
Українська діаспора Пряшівщині може пишатись творчим доробком місцевих українських поетів і письменників: Федора Лазорика, Федора Іванчова, В. Зозуляха.

### Театр
Перші згадки про елементи середньовічного театрального дійства на території сучасної Словаччини вперше зустрічаються у документах XII сторіччя — виступи народних акторів, так званих «йокуляторів». 1439 року в Братиславі з'являється шкільна драма, школярі розіграли перед натовпом пасхальне дійство. Протягом XV—XVI століть вона шириться містами: Березно, Банська Штявниця та інші. Для народного театру XVII—XVIII століть знаковою був релігійний сюжет п'єси «Гра про святу Доротею». Перший аматорський драматичний гурток, який ставив п'єси чеських, угорських, німецьких драматургів, твори світових класиків — Миколи Гоголя, Вільма Шекспіра, Шиллера, виник 1830 року в містечку Святий Мікулаш (тепер Ліптовський Мікулаш).
1890 року на зібрані народні кошти в Мартіні збудовано Національний дім, на сцені якого йшли п'єси словацьких драматургів Яна Халупки, Я. Паларика, П. Гвєздослава, Й. Тайовського, чехів Й. Тила, А. Ірасека, твори Антона Чехова і Миколи Гоголя. Перший професійний театр створено за часів незалежної Чехословаччини 1920 року в Братиславі. За часів другої світової війни 1939—1945 років у партизанських загонах виступали театральні трупи професійних акторів (драматургія М. Бора про підпільників-комуністів).
|                   |                                     |            |                            |                       |
| Стара Словацького | і нова будівлі національного театру | Нова Сцена | Театр Александра Духновича | Вища театральна школа |

До провідних театральних установ у найбільших містах країни відносяться:
- Братислава:
  - Словацький національний театр (словац. Slovenské národné divadlo) створено 1920 року Янко Бородачем, Ольгою Бородачовою та Андреєм Багаром[42]. Першою поставленою оперою була опера «Поцілунок» Бедржиха Сметани. До 1936 року театр мав дві окремі трупи — чеську і словацьку. В репертуарі театру п'єси словацьких драматургів, твори Вільяма Шекспіра, Ж.-Б. Мольєра; російських драматургів — Максима Горького, Валентина Катаєва («Квадратура кола»), Олександра Афіногенова («Страх»), Всеволода Вишневського, Миколи Погодіна, Костянтина Треньова, І. Попова; твори П. Карваша, Ш. Краліка, Й. Тила. Провідні актори, що залишили помітний слід в історії театру: Г. Арбет, Г. Келло. Серед режисерів театру В. Шульц, Я. Ямніцький, Й. Будський. 1961 року Словацький національний театр гастролював містами СРСР. 2007 року театр отримав нову будівлю в сучасному архітектурному стилі, яку, через брак коштів, будували понад 20 років.
  - Нова Сцена (словац. Nová scéna).
- Пряшів:
  - Пряшівський український народний театр (словац. Ukrajinské národné divadlo), перейменований 1990 року на Театр Александра Духновича (словац. Divadlo Alexandra Duchnoviča). Головним режисером був Й. Фельбаба. Серед акторів вихованці Київського інституту театрального мистецтва імені І. Карпенка-Карого: М. Сисак, І. Стропковський, І. Латта. В репертуарі колективу твори Тараса Шевченка, Івана Котляревського, Михайла Старицького, Івана Карпенка-Карого, Олександра Корнійчука, Миколи Зарудного, Олексія Коломійця, «Третя патетична» Миколи Погодіна. Театр підтримував тісні творчі зв'язки з Україною, у 1967—1968 театральному сезоні гастролював по Закарпаттю[2].
  - Словацький театр імені Заборського (словац. Divadlo Jonáša Záborského), утворено 1944 року. Названо на честь словацького драматурга Йонаша Заборського.
- Словацький камерний театр (словац. Slovenské komorné divadlo), до 1951 року Театр імені Словацького національного повстання, після Театр Армії. Створено 1944 року в Мартіні. Режисерами театру були Й. Будський, І. Ліхард, Т. Раковський; серед акторів: М. Краловичова, К. Махата, Ю. Пантик, М. Грегор. Репертуар театру включає як сучасну словацьку драматургію, так і чесько-словацьку класику, «Три сестри» Антона Чехова, «Професор Полежаєв» Леоніда Рахманова, «Людина з рушницею» Миколи Погодіна, «Іркутська історія» Олексія Арбузова.
- Театр імені Їлемницького (Жиліна).
- Театр імені Гайовського (Банська-Бистриця).
- Кошицький державний театр (словац. Štátne divadlo Košice), відкрито 28 вересня 1899 року.
- Угорський театр (словац. Jókaiho divadlo) у Комарно.

Кваліфіковані акторські й управлінські кадри для національних театрів виховує Вища театральна школа (словац. Vysoká škola múzických umění v Bratislavě), заснована 9 червня 1949 року в Братиславі.

### Музика й танці
Музичний фольклор Словаччини багатий на пісенні жанри. Для ліричних, епічних, побутових, обрядових пісень характерні одноголосся (для східних регіонів — багатоголосся), 4- (тетрахорд) і 5-ступенева діатоніка (пентахорд), вони ритмічно різноманітні, відзначаються розвинутою мелодикою. Для північно-західних і південних районів характерний лідійський звукоряд, для Зволенского краю — давньогрецький. У XIII столітті набули популярності народні розбійницькі пісні (головний герой Яношик, кереівник селянських повстань); у XIV столітті — релігійні; на фоні гуситського руху у XV столітті — гуситські (Т. Лінтнер, Ю. Бановський); у XVI столітті — історичні балади й думи; у XVIII столітті — пісні куруців; у XIX столітті — новоугорські, розвивається хорова пісня (робочий хоровий гурток «Друкарська спілка», 1872). Поетичний бік словацького фольклору на початку XVIII століття почали вивчати поети Б. Табліц і Ян Коллар, останній разом з істориком і філологом П. Й. Шафарик видали перші друковані збірки слів народних пісень. Найбільшу збірку народних пісень «Словацькі пісні» підготували К. Руппельдт, М. Руппельдт, Я. Мелічко, вона видавалась окремими зошитами впродовж 1880—1906 років.
Народні словацькі танці: фришка (бистрий танок, що нагадує краков'як), одземок (сольний чоловічий пастуший, що нагадує коломийки). У епоху Відродження і в XVII—XVIII століттях чільне місце займали різні танцювальні жанри, у тому числі й у стилі бароко («Кодекс Веторіуса», «Строкатий збірник»).
Народні музичні інструменти: фуяра, пастушачі дудки, гайда (волинка).
|                  |              |                   |                             |                      |
| Словацький танок | Гра на фуярі | Ян Левослав Белла | Братиславська консерваторія | Словацька філармонія |

З XV століття розвивалася багатоголоса релігійна музика, згодом — професіональна світська. Перлинами цього періоду є інструментальні твори С. Боксхорн-Капрікорнуса, Я. Куссера Старшого, Й. Шимбрацького. На твори цього часу значний вплив мали італійські і німецькі музики епохи бароко, що потрапили в протестантську і католицьку духовну пісню (збірка «Cithara Sanctorum» Ю. Трановского 1636 року; «Cantus Catholici» Б. Сьольоші 1655 року). Серед композиторів XVIII століття кантатами і аріями прославились Я. Францісці, А. Шкултетин, Ф. К. Будішськин; францисканськими пасторалями, заснованими на народних мелодіях — П. Баян, Е. Пасха. Наприкінці XVII століття на словацьке музичне життя сильний вплив чинила віденська класична школа, чеські музиканти, постійні публічні концерти віденських, празьких та інших майстрів (Гайдна, Моцарта, Бетховена) вносили велике пожвавлення в музичне життя.
1920 року в Братиславі утворено мішаний хор «Зора», а через рік Академічне хорове товариство і хор словацьких вчителів.
Перша опера в Словаччині була поставлена 1648 року при королівському дворі в Братиславі, на ній позначився вплив австрійського та чеського класицизму, здебільшого виконувались італійські опери і німецькі зінгшпілі мандрівних труп. 1776 року опера була поставлена в міському театрі Братислави. Основи національної опери заклав композитор Ян Левослав Белла: симфонічна поема «Доля й ідеал» (1874); опера «Коваль Віланд» (1890); кантата «Весілля Яношика» (1922). 1920 року створено Словацьку національну оперу, перший спектакль відбувся 1 березня.
За часів Чехословаччини була створена музична школа 1919 року, яку згодом, 1928 року, було перетворено на Академію музики й драми, а 1941 року на Братиславську консерваторію. У 1928 році було створено інструментальний ансамбль при Братиславському радіо. 1945 року було створено Східнословацький національний театр і філармонії в Братиславі (1949) й Кошицях (1945). Ансамбль «Лучниця» Братиславської філармонії гастролював Україною 1948 року, а симфонічний оркестр 1978 року. 1960 року створено Словацький камерний оркестр.
Відомі словацькі композитори XX століття: Б. Булла, А. Г Крчмера, М. Лац'як, В. Фігуш-Бистрий (опера «Детван», 1925), Олександр Мойзес, М. Шнайдерірнавський, Ф. Кафенда, Е. Сухонь (опери «Крутнява», 1949; «Сватоплук», 1959), Ян Ціккер («Яношик», 1954; «Бег Баязид», 1957; «Містер Скрудж», 1963; «Коріолан», 1973), Д. Кардош, І. Зельєнка, І. Грушовський. Під час Другої світової війни 1939—1945 років композитори Ян Ціккер і Т. Андрошован брали участь у словацькому Русі Опору і Словацькому національному повстанні 1944 року. 1955 року було створено Словацький союз композиторів (з 1945 по 1954 роки словацькі митці входили до Чехословацького союзу композиторів). Серед композиторів другої половини XX століття варто відзначити І. Зельенка, Р. Бергера, М. Базліка, І. Паріка, Ю. Гатріка, Т. Сальву, Петра Махайдика, В. Годара.
Відомі словацькі диригенти: Л. Словак, Л. Райтер, Б. Режуха, О. Ленард.
Відомі словацькі піаністи: М. Карін, І. Павлович, Р. Мацудзинський, С. Мацудзинський, К. Гавликова, К. Гавлікова, П. Топерцер, М. Лапшанський.
Відомі словацькі скрипалі: А. Можі, Т. Гашпарек, П. Міхаліца, Б. Вархаль, Є. Шпіткова.
Відомі словацькі співаки: Ш. Гоза, О. Малаховський, Габріела Бенячкова, П. Дворський, М. Чесаньова, М. Кішоньова, Я. Благо, Г. Папп, Л. Барицова, Ю. Мартвонь, Е. Кітнарова, А. Кухарський.
Музичною освітою займаються відповідні заклади:
- музичний факультет Вищої школи витончених мистецтв у Братиславі, створено 1949 року;
- кафедра музикознавства на філософському факультеті Університету імені Я. А. Коменського;
- Інститут мистецтвознавства Словацької академії наук[43].

### Свята
Національні свята Словаччини є офіційними вихідними не робочими днями в країні:
- 1 січня — День утворення Словацької Республіки і Новий рік (словац. Deň vzniku Slovenskej republiky);
- 1 травня — День праці (словац. Sviatok práce);
- 8 травня — День звільнення від фашизму (словац. Deň víťazstva nad fašizmom);
- 5 липня — День Святих Кирила та Мефодія (словац. Sviatok svätého Cyrila a Metoda);
- 29 серпня — День Словацького національного повстання (словац. Výročie slovenské národné povstanie);
- 1 вересня — День конституції Словацької Республіки (словац. Deň Ústavy Slovenskej republiky);
- 17 листопада — День боротьби за свободу і демократію (Оксамитова революція) (словац. Deň boja za slobodu a demokraciu).

Загальнонаціональні релігійні свята:
- 6 січня — Богоявлення і православне Різдво (словац. Zjavenie Pána);
- весна — Страсна п'ятниця, Великдень, Поливаний понеділок (словац. Veľkonočný piatok; Veľká noc; Veľkonočný pondelok);
- 15 вересня — День Божої Матері семи скорбот, заступниці Словаччини (словац. Sviatok Panny Márie Sedembolestnej, patrónky Slovenska);
- 1 листопада — День Усіх Святих (словац. Sviatok všetkých svätých);
- 24—26 грудня — Святий Вечір, Різдво (словац. Štedrý deň; Prvý sviatok vianočný; Druhý sviatok vianočný).

### Наука

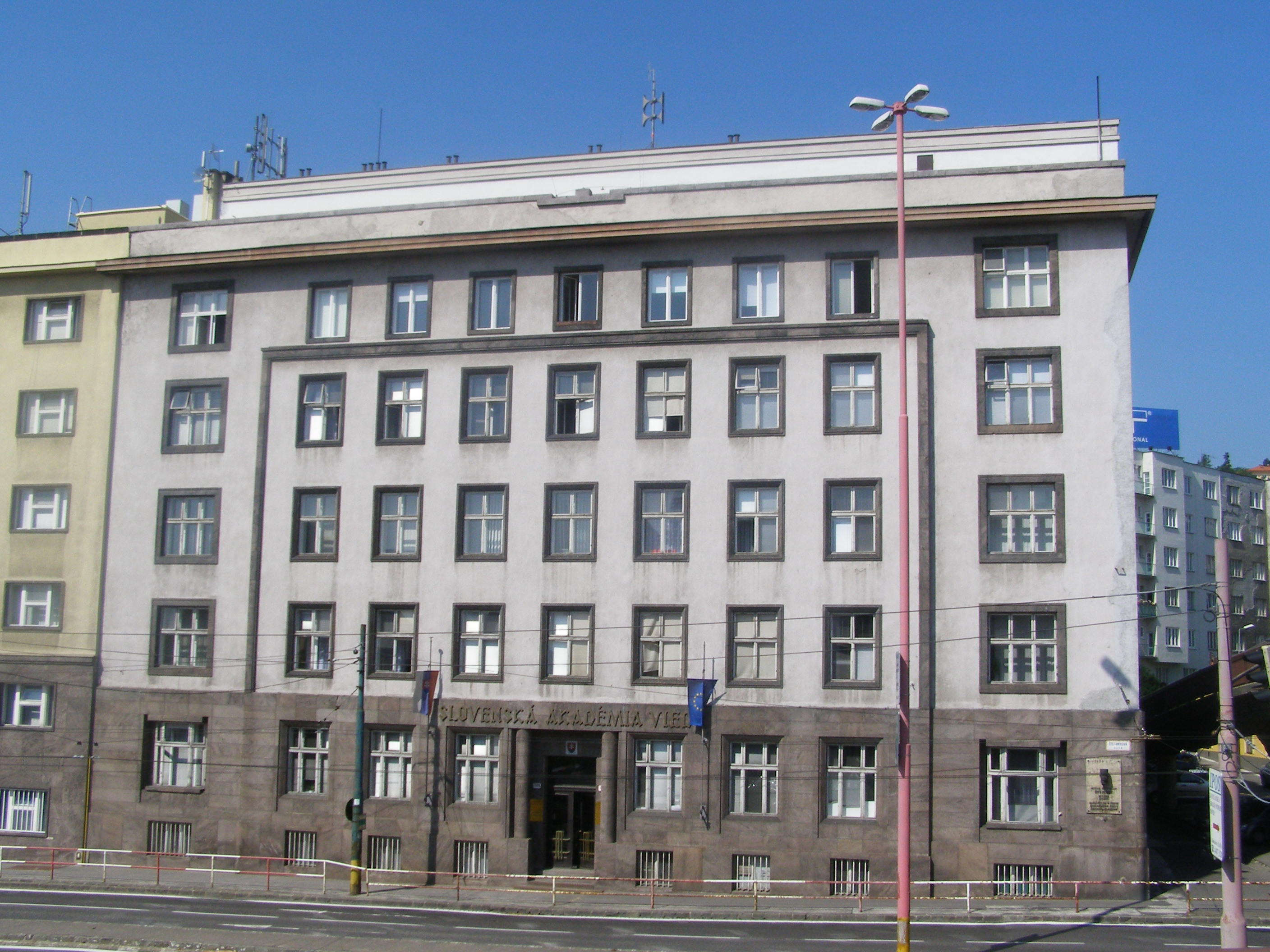
Словацька академія наук

Найстарішою національною науково-просвітницькою установою Словаччини є Матиця словацька (словац. Matica slovenská), заснована 1863 року в Мартіні.
Наукові дослідження проводяться у вищих навчальних закладах передусім університетського типу, у фахових інститутах Словацької академії наук (словац. Slovenská akadémia vied) — найвищій науковій установі Словаччини з філіями у кількох містах. Ще за часів Чехословаччини на теренах Словаччини були створені провідні наукові установи: Інститут вірусології і науково-дослідний інститут зварювання в Братиславі, науково-дослідний гідрологічний інститут у Жиліні.

### Засоби масової інформації

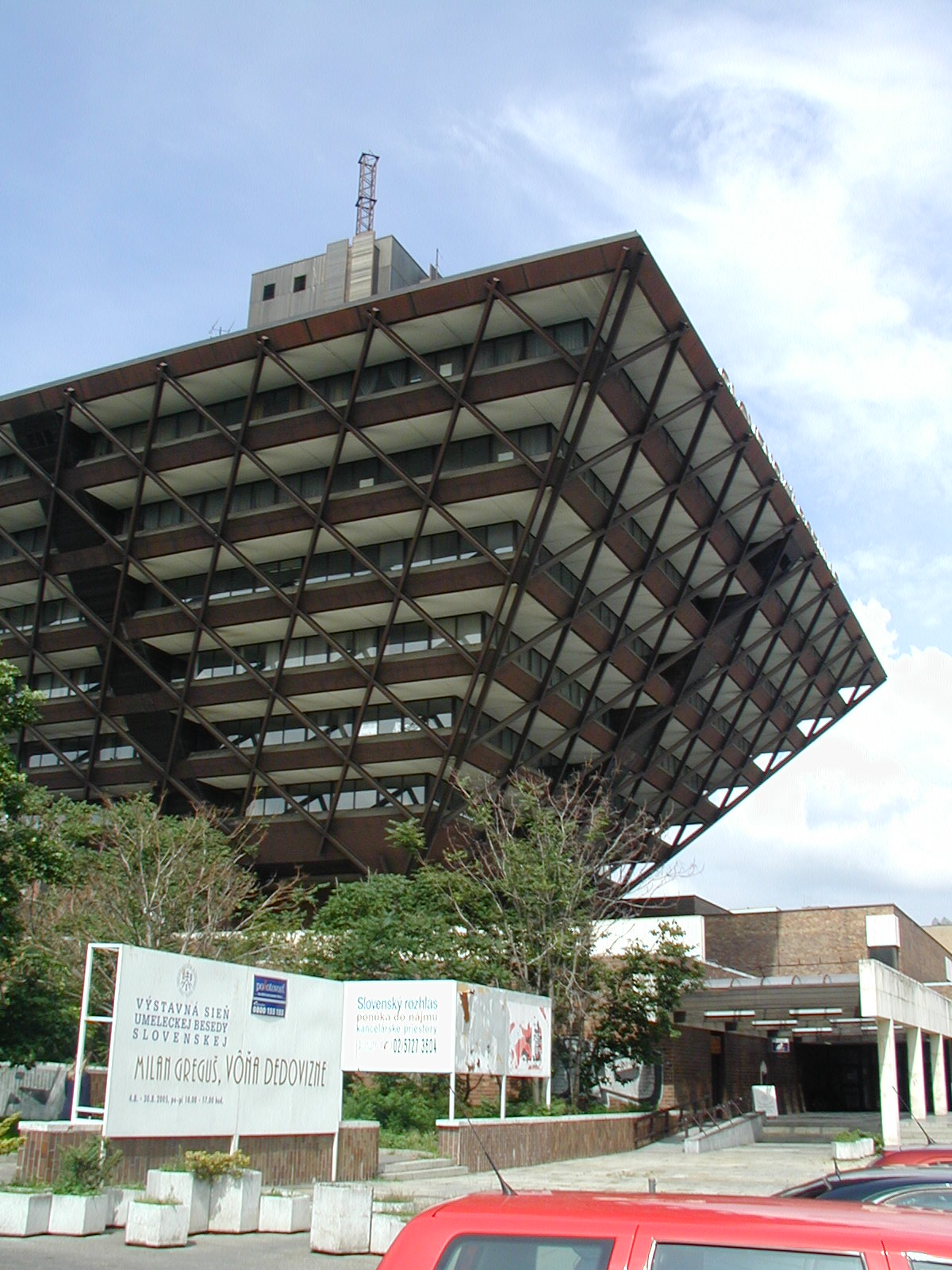
Словацьке радіо

На ринку новин працюють інформаційні агентства «TASR» та «SITA».

#### Телебачення
Найбільшу частину медіаринку Словаччини займає телебачення. Телеканали поділяються на державні (національні) та приватні. До першої категорії належить Радіо і телебачення Словаччини (словац. Slovenská televízia, STV), яке має 3 телеканали: «Перший» (словац. Jednotka (STV)), «Другий» (словац. Dvojka (STV)), «Третій» (словац. Trojka (STV)), до приватних належать «ТВ Маркіза» і «ТВ ЙОЙ», які мають найбільшу глядацьку аудиторію, «ТА3» (вимова: Те-А-три, має нагадувати вимову слова Татри), «ТВА» (словац. TVA), «Наутік ТВ» (словац. Nautik TV), «МюзікБокс» (словац. MusicBox), «Рінг ТВ» (словац. Ring TV). Частина населення надає перевагу закордонним телеканалам, передусім чеським та угорським.

#### Радіо
Радіостанції теж поділяються на державні та приватні. Найулюбленішими з-поміж приватних є Радіо Експрес, «Фан» радіо (словац. Fun Radio), «Ємне мелодіє» (словац. Jemné melódie), Радіо «Europa 2», Радіо Віва, Радіо Лумен, Радіо «Hey!». Державну радіокомпанію представляє Словацьке радіо, яке має 9 радіостанцій: Радіо Словаччина — Словацьке радіо 1 (словац. Rádio Slovensko - Slovenský rozhlas 1), Радіо Регіна, Радіо Дєвін, Радіо «ФМ», Радіо Патрія, Радіо «Slovakia International», Радіо Класіка, Радіо Літера, Радіо Юніор.

#### Друковані видання
Більшість сучасних друкованих видань Словаччини доступні в інтернеті. Популярні друковані загальнонаціональні видання:
- щоденні газети — «Нови Час» (словац. Nový Čas), «Правда» (словац. Pravda), «SME» (словац. SME), «Господарске новіні» (словац. Hospodárske noviny), «Плус Єден Дєнь» (словац. Plus Jeden Deň);
- щотижневики — «Плус 7 Дні» (вимова: плус седєм дні) (словац. Plus 7 dní), «Жівот» (словац. Život), «Тренд» (словац. Trend), «Еуротелевізіа» (словац. Eurotelevízia), «Баєчна жена» (словац. Báječná žena), «Нови Час пре жени» (словац. Nový Čas pre ženy);
- щомісячні періодичні видання — «Нови Час. Кросворди» (словац. Nový Čas Krížovky), «Заградкар» (словац. Záhradkár), «Емма» (словац. Emma), «Ева» (словац. Eva), «Nota Bene», «Добре Єдло» (словац. Dobré jedlo), «Здравє» (словац. Zdravie).

За часів соціалістичної Чехословаччини найбільшим накладом видавались друковані праці ЦК Компартії Словаччини («Правда»), ЦК Спілки словацької молоді («Смена») і Словацького революційного профспілкового руху («Праца»), Словацької партії свободи («Слобода») і Партії словацького відродження («Люд»). Культурна спілка української діаспори Словаччини в Пряшеві видавала газету «Нове життя», журнал «Дружно вперед» і літературний альманах «Дукля».

### Спорт

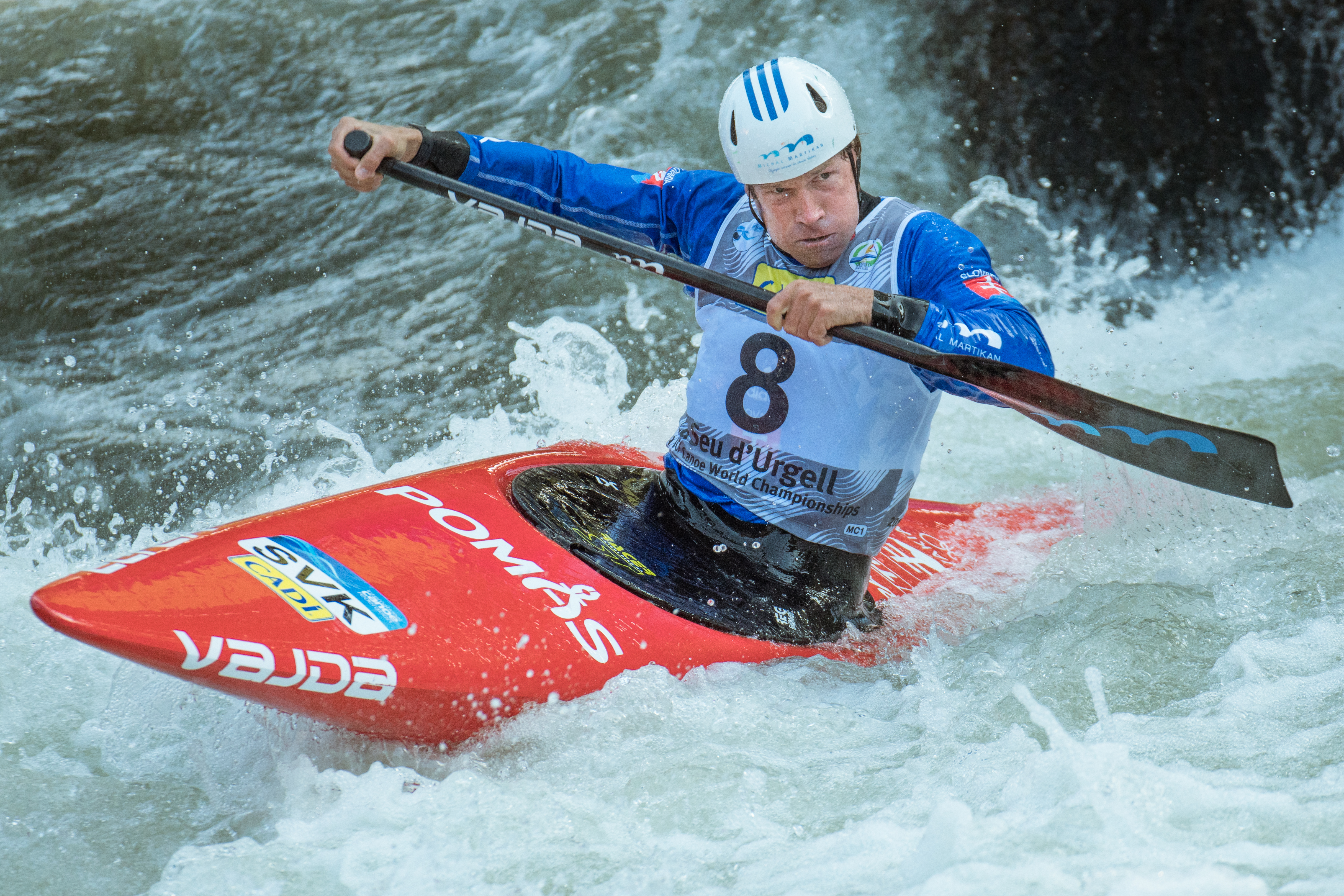
Міхал Мартікан, один із найуспішніших словацьких спортсменів

Найпопулярнішими видами спорту в Словаччині є футбол, гандбол, теніс, баскетбол, волейбол, боротьба, легка атлетика, бокс, слаломний каякінг, велоспорт та інші. Серед зимових видів спорту популярний хокей та лижний спорт, передусім біатлон.
Збірна Словаччини з футболу ніколи не належала до ширшої еліти, однак у 2010 р. вперше пробилася кваліфікацією і взяла участь у Чемпіонаті світу з футболу у ПАР, де у груповому етапі змогла перемогти Збірну Італії з футболу та вийти у плей-оф. Словацький футбольний союз організовує змагання в Цоргонь лізі та інших лігах, і здійснює контроль над футболом у Словаччині, в тому числі управління національними збірними. Останнім часом дедалі більше словацьких футболістів виступає в лігах за кордоном.
Збірна Словаччини з хокею із шайбою добилася кілька успіхів. На Чемпіонатах світу з хокею із шайбою три рази здобувала медаль: срібну у 2000 р., золоту у 2002 р. і бронзову у 2003 р. Словацький союз льодового хокею займається організацією Словацької Екстраліги, інших змагань з хокею та підготовкою національних збірних.
Участю держави в Олімпійських іграх опікується Словацький олімпійський комітет. Словацькі спортсмени здобували медалі передусім у слаломному каякінгу, боротьбі, стрілецьких дисциплінах, біатлоні.